# Beethoven-Haus
Das Beethoven-Haus in Bonn ist zugleich Gedächtnisstätte, Museum und Kulturinstitut mit vielfältigen Aufgaben. 1889 vom Verein Beethoven-Haus gegründet, verbinden sich hier die Person von Ludwig van Beethoven mit der Pflege seiner Musik und der Erforschung von Leben und Werk des Komponisten.
Im Zentrum steht das Geburtshaus Beethovens in der Bonngasse Nr. 20 mit dem Museum. In den umliegenden Gebäuden (Bonngasse Nr. 18 und 24–26) sind das Forschungszentrum (Beethoven-Archiv) mit Sammlung, Bibliothek und Verlag sowie der Kammermusiksaal untergebracht. Sie dienen Musikfreunden und Fachleuten aus aller Welt gleichermaßen als Ort der Zusammenkunft und des Austauschs. Das Beethoven-Haus wird vom Verein Beethoven-Haus und von der öffentlichen Hand getragen.

## Das Haus in der Bonngasse

### Geschichte des Hauses

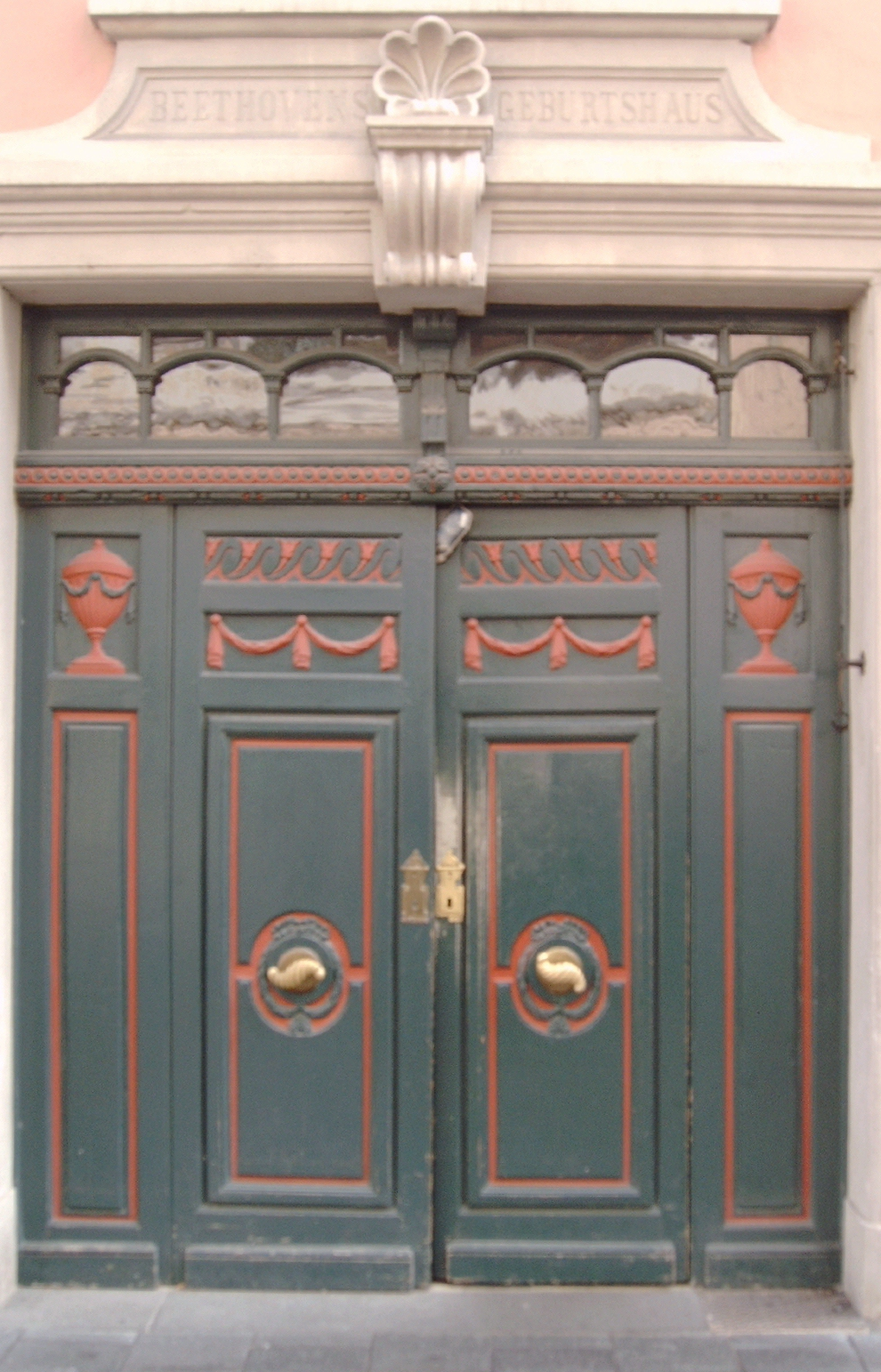
Portal des Hauses (Foto: 2005)

Das Haus Bonngasse 20 (früher: 363) mit barocker Steinfassade wurde um 1700 auf einem älteren Kellergewölbe errichtet. Es ist eines der wenigen erhaltenen Bürgerhäuser aus der kurfürstlichen Zeit. Das Gebäude lag in dem von den Bediensteten des Hofes bevorzugten Viertel im Herzen der Stadt, zwischen dem Stadtschloss, dem alten Rathaus mit dem Marktplatz und dem Rheinufer. Heute befindet sich hier eine Fußgängerzone, unweit davon die Bonner Beethovenhalle und die Oper.
In der ersten Hälfte des 18. Jahrhunderts wurde auf dem Grundstück hinter dem Haus ein weiteres, etwas kleineres Fachwerkhaus angebaut. Zeitweise bewohnten fünf Familien das mehrgeschossige Vorder- und Hinterhaus, außerdem hatten drei Schneider und ein Schustermeister hier ihre Werkstätten.
1836 wurde die Eingangstür zu einem Toreingang verbreitert. Nachdem der rückwärtige Teil erst um 1840 von Beethovens Freund, dem Arzt Franz Gerhard Wegeler, und dem Lehrer Carl Moritz Kneisel als Geburtsstätte Ludwig van Beethovens eindeutig identifiziert worden war, eröffnete 1873 der neue Eigentümer im Erdgeschoss eine Gastwirtschaft mit dem Namen Beethoven’s Geburtshaus. Sie wurde 1887 durch eine Bier- und Concerthalle im Hof erweitert. Da die Eigentümer kein Interesse am Erhalt des Gebäudes hatten, und auch die Stadt Bonn sich nicht dafür einsetzte, wurde es 1888 versteigert. Ein Kolonialwarenhändler übernahm das Haus, verkaufte es aber schon ein Jahr später an den Verein Beethoven-Haus Bonn, der sich am 24. Februar 1889 zur Erhaltung und Einrichtung einer Gedenkstätte an Ludwig van Beethoven gegründet hatte. So blieb es vor dem Abriss bewahrt.
Die nächsten Jahre standen im Zeichen der Renovierung und des Ausbaus zur Gedenkstätte. Im Mai 1893 wurde das Museum offiziell eröffnet.
Wesentliche Teile des Gebäudes befanden sich damals noch im Zustand der zweiten Hälfte des 18. Jahrhunderts. Um großzügige Museumsräume zu erhalten, wurden die Grundrisse im Haupthaus verändert sowie ein Vereinsbüro, eine Bibliothek und eine Hausmeisterwohnung eingerichtet. Die baulichen Veränderungen in der Beethoven-Wohnung beschränkten sich aber weitgehend auf die Treppe und die Durchgänge zum Vorderhaus; sie erfolgten unter Leitung des Bonner Architekten und Regierungsbaumeisters Anton Zengeler, eines der zwölf Stifter des Vereins Beethoven-Haus.:51. Der Innenhof erhielt seine noch heute erhaltene Gestaltung mit Spaliergitter, Sandsteinplattenbelag und einer Gartenanlage an Stelle der abgerissenen Bierhalle.
Um den Charakter des Beethoven-Geburtshauses in seinem zeitgenössischen Umfeld zu erhalten und den Bestand bautechnisch zu sichern, erwarb der Verein 1893 das Nachbarhaus Nr. 22, das er nach Einzug einer Brandmauer wieder verkaufte. 1907 wurde mit dem Ankauf des Hauses Nr. 18 das Gebäudeensemble zur Rechten hin ergänzt. Dieses Haus ist eines der ältesten noch erhaltenen Gebäude aus dem 18. Jahrhundert in Bonn. Hier wohnte unter anderem die Taufpatin Ludwig van Beethovens, Gertrud Baum, mit ihrer Familie. Der Überlieferung nach wurde hier am 17. Dezember 1770 Beethovens Taufe gefeiert. Das Haus beherbergte Mitte des 19. Jahrhunderts eine Kolonialwarenhandlung. Aus dieser Zeit stammen das Hauszeichen und der Beiname Im Mohren. Die Figur ist nach den Vorstellungen des 19. Jahrhunderts von den Menschen in den Kolonien Zentral- und Südafrikas, der Karibik oder Südamerikas gestaltet. Die dunkle Hautfarbe, das gekräuselte Haar, Federschmuck und Pfeife vereinen Stereotypen des außereuropäischen Menschen. Im Zuge der Kolonialgeschichte im 19. Jahrhundert entwickelte sich der Begriff des Mohren, von der Bezeichnung der nordafrikanischen Mauren abgeleitet, zu einer mit negativen Eigenschaften belegten, abwertenden Beschreibung und ist unter heutiger Sichtweise rassistische konnotiert. Das Haus wurde zunächst teils für die Bibliothek genutzt, teils war es vermietet. 1927 zog das neu gegründete Beethoven-Archiv in die Bonngasse 18 ein. Mitte der 1930er-Jahre wurde eine umfangreiche Instandsetzung beider Häuser durchgeführt. Wie das Geburtshaus Bonngasse 20 steht auch dieses Gebäude mit der Fassade seit 1985 unter Denkmalschutz. Mit einer kritischen Auseinandersetzung und Beiträgen gegen Diskriminierung und Rassismus stellt sich das Beethoven-Haus der Historie und ihres Auftrags.
Beide Weltkriege überstand das Beethoven-Haus fast unbeschadet. Im Zweiten Weltkrieg sorgte der spätere Vereinsvorsitzende, Oberbaurat Theodor Wildeman, als stellvertretender Provinzialkonservator dafür, dass die Sammlungen rechtzeitig in einem Stollen bei Siegen im Siegerland verwahrt wurden und es zu keinen Kriegsverlusten kam. Während des Angriffs auf die Bonner Innenstadt am 18. Oktober 1944 fiel eine Brandbombe auf das Dach des Geburtshauses. Durch den Einsatz des Hausmeisters Heinrich Hasselbach und Wildemans, die dafür später das Bundesverdienstkreuz erhielten, sowie Franz Rademachers vom Rheinischen Landesmuseum konnte jedoch größerer Schaden verhindert werden. Diese Kriegsschäden wurden Anfang der 50er Jahre behoben. Ende der 60er-Jahre erfolgte die dritte Renovierung. Für die vierte, grundlegende Restaurierung der Gebäude 1994–1996 erhielt das Beethoven-Haus 1998, als erste Institution in Deutschland, den seit 1978 vergebenen „Europa Nostra-Denkmalschutzpreis“.
Im Januar 2003 gab die Deutsche Post AG eine Briefmarke mit dem Motiv des Beethoven-Hauses heraus. Die Marke gehörte zur Dauermarkenserie Sehenswürdigkeiten.

### Wohnungen der Familie Beethoven

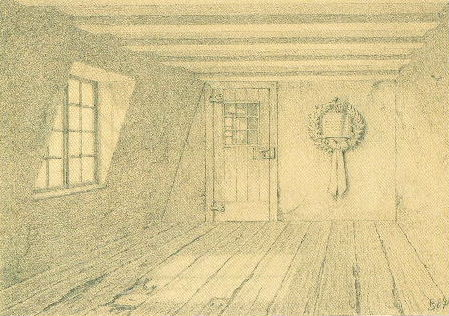
Reiner Beißel: Beethovens Geburtszimmer (Zeichnung/1889)

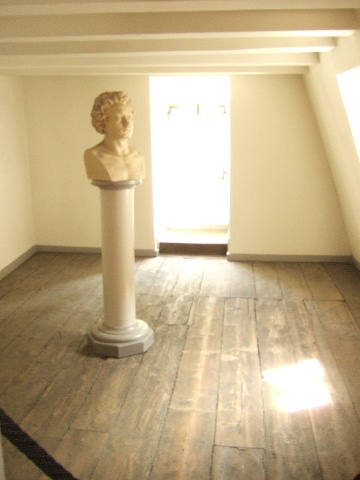
Beethovens Geburtszimmer bis 2019 – mit einer Beethoven-Büste von Josef Danhauser (1827 / Gipsabguss)

Den Gartenflügel des Hauses Bonngasse 20 bezog 1767, nach seiner Heirat mit der aus Koblenz/Ehrenbreitstein stammenden Maria Magdalena Keverich (1746–1787), der kurfürstliche Hofsänger Johann van Beethoven (1740–1792) als Dienstwohnung.
Sein Vater, der Kapellmeister Ludwig van Beethoven (1712–1773), der Großvater des Komponisten, zog in eine Wohnung im Haus schräg gegenüber. Im Vorderhaus wohnte der Hofmusiker Philipp Salomon mit seiner Familie, dessen Sohn Johann Peter Salomon später als Freund Joseph Haydns auch für Beethoven wichtig werden sollte. Im Erdgeschoss der Beethoven-Wohnung befanden sich eine Küche und ein unterkellerter Wirtschaftsraum. Im ersten Stock bewohnte die Familie zwei kleinere und eine etwas größere Stube.
Darüber im Dachgeschoss befand sich das Elternschlafzimmer, eine winzige Kammer, in der, so die Tradition, am 16. oder 17. Dezember 1770 Sohn Ludwig geboren und am 17. Dezember 1770 am Taufbecken der Bonner der damaligen St. Remigiuskirche getauft wurde. Pate und Namensgeber war Großvater Ludwig van Beethoven (1712–1773), der angesehene Hofkapellmeister, Sänger und Weinhändler. Das Ereignis wurde bei der Taufpatin Anna Gertrud Baum geb. Müller im Nachbarhaus Im Mohren gefeiert. Die Familie wuchs rasch. Doch von den sieben Kindern neben Ludwig erreichten nur zwei Brüder das Erwachsenenalter: Kaspar Anton Karl (1774–1815) und Nikolaus Johann (1776–1848).
Wohl schon 1774 zog die Familie Beethoven in die Rheingasse Nr. 24, in das Haus Zum Walfisch des Bäckermeisters Fischer, in dem schon der Vater bzw. Großvater Ludwig van Beethoven zeitweise gewohnt hatte. Ihren Unterhalt bezog die Musikerfamilie vom kurfürstlichen Hof, in dessen Orchester ab 1784 auch der junge Beethoven mitwirkte. Ebenso trugen Vater und Sohn durch privaten Musikunterricht, vor allem in den Familien der adligen Hofbeamten, zum Einkommen bei. In diesen Bonner Jahren entstanden Freundschaften zu adligen und bürgerlichen Familien wie zu der Hofrätin-Witwe Helene von Breuning und ihren Kindern Stephan, Christoph, Eleonore und Lorenz, zur Familie des Violinisten Franz Anton Ries und zu Franz Gerhard Wegeler. Viele dieser Beziehungen bestanden ein Leben lang und haben Beethovens Bildung mehr als der nur wenige Jahre dauernde Schulunterricht geprägt. 1785 erfolgte ein weiterer Umzug in die Wenzelgasse 25. Von diesen Wohnstätten der Familie Beethoven ist jedoch nur das heute denkmalgeschützte Geburtshaus in der Bonngasse erhalten geblieben.

## Das Museum
Das Museum wurde am 10. Mai 1893, während des zweiten Kammermusikfestes eröffnet, mehrfach erweitert und beherbergt heute die größte Beethoven-Sammlung weltweit.

### Museumsgebäude

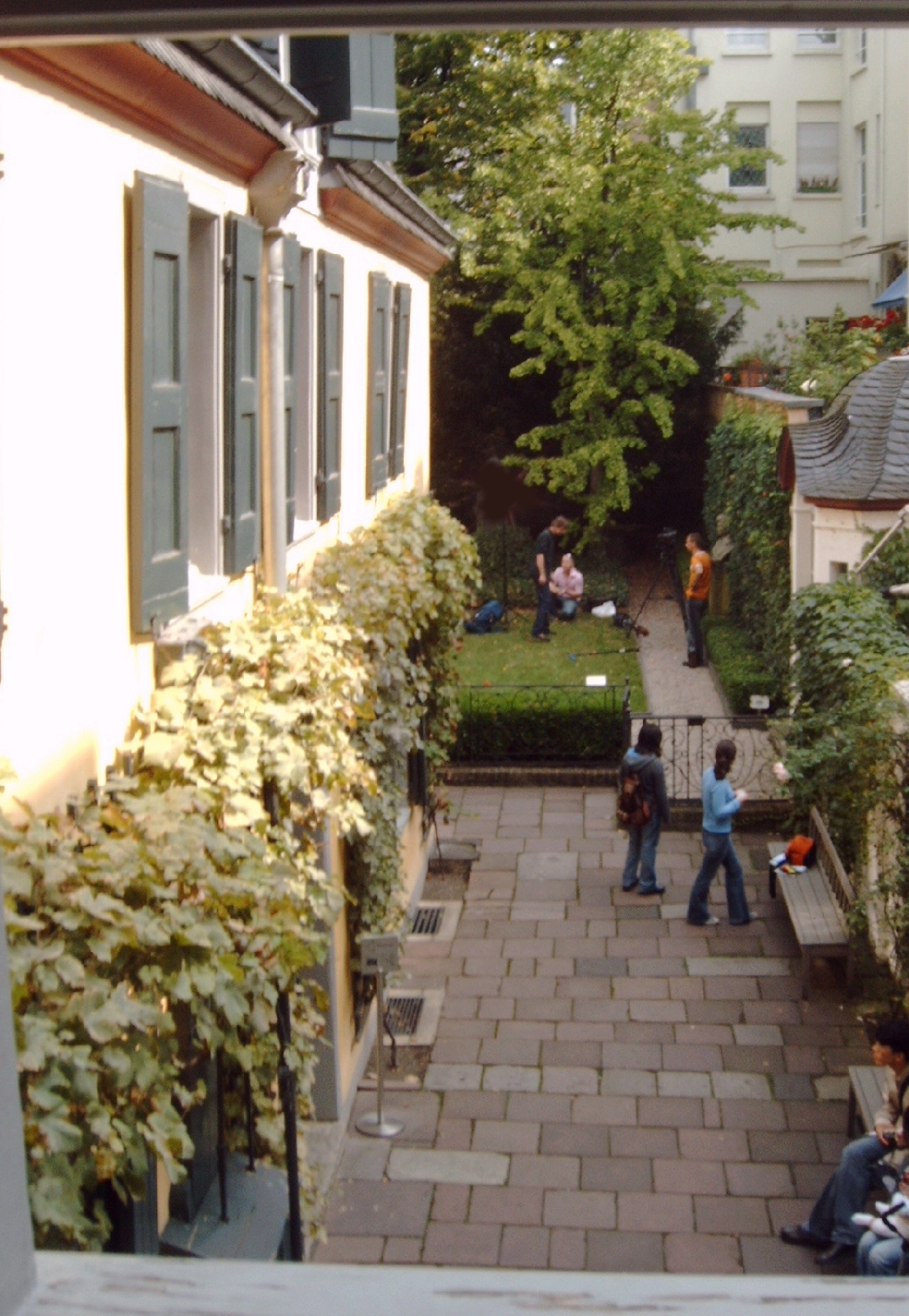
Blick in den Garten aus dem 1. Stock

Das Museum umfasst zwei ursprünglich getrennte Gebäude, das Vorderhaus und den Anbau zum Garten hin, in dem der Komponist seine ersten Lebensjahre verbrachte. Bei der Einrichtung des Hauses für Museumszwecke wurden die beiden Häuser verbunden. Verwinkelter Raumzuschnitt, niedrige Räume und die im Hinterhaus knarrenden Treppenstufen und Dielenböden in dem heute denkmalgeschützten Gebäude des 18. Jahrhunderts vermitteln einen Eindruck von den damaligen Lebensverhältnissen.

### Dauerausstellung
Die Dauerausstellung wurde im 20. Jahrhundert mehrfach erneuert. Bei der ursprünglichen Konzeption stand die Rekonstruktion des Hauses und die Präsentation vieler Objekte im Vordergrund. Leitbild der letzten Neugestaltung der Räume und der Ausstellung im Jahr 1995/96 war die „Faszination des Authentischen“. Gezeigt wurden etwa 150 Exponate meistenteils aus der eigenen Sammlung. Porträts, Handschriften, Notendrucke, Musikinstrumente und Gebrauchsgegenstände erzählen von Beethovens Leben und Arbeiten. Im Zusammenhang mit den Vorbereitungen auf das Jubiläumsjahr des 250. Geburtstags Beethovens 2020 wurden die Räumlichkeiten des Museums erweitert und die Dauerausstellung grundlegend umgestaltet. Am 17. Dezember 2019, zum Auftakt des Jubiläumsjahrs von Beethovens 250. Geburtstag, wurde das Museum in neuer Gestalt wieder eröffnet. Die Dauerausstellung, die in Zusammenarbeit mit dem Schweizer Architekturbüro Holzer Kobler und 2xGoldstein, Studio TheGreenEyl und Lichtvision Design entstand, ist nun nicht mehr chronologisch, sondern thematisch ausgerichtet. Es werden beispielsweise Beethovens Freundes- und Förderkreis, Beethovens Alltag als Künstler und als Mensch mit körperlichen Einschränkungen vorgestellt. Mediale Mittel ergänzen sinnvoll die Objekte. Das Haus selbst, dessen Authentizität erhalten blieb, wird durch Farbigkeit der Räume und Ausstellungsmöbel zum Ausstellungsstück inszeniert.

#### Das Hinterhaus
Umfassend und unkonventionell wurde die Ausstellung im Hinterhaus, dem eigentlichen Wohnhaus der Familie Beethoven, erneuert und umgestaltet. Im Erdgeschoss verdeutlicht ein Diorama das Bonner Stadtzentrum zwischen dem Bonner Münster, dem kurfürstlichen Schloss, dem Marktplatz und der Bonngasse zur Zeit des jungen Beethoven. Im Stockwerk darüber erhält der Besucher in einem Klangzimmer einen Eindruck von fünf bedeutenden Frühwerken des Komponisten. Das mutmaßliche Elternschlafzimmer, traditionell als „Geburtszimmer“ bezeichnet, blieb der Nukleus der Ausstellung, erhielt aber einen völlig neuen Charakter. Der Raum ist nun begehbar und wird durch eine Spiegelfläche und mediale Einspielungen zum sinnlich erfahrbaren, poetischen Ort der Begegnung mit Beethoven.

#### Schatzkammer und Musikzimmer
Im Untergeschoss des Nachbarhauses ist eine „Schatzkammer“ eingerichtet, in der unter konservatorischen und musealen optimalen Bedingungen wechselnde Besonderheiten aus der Sammlung des Beethoven-Hauses im Original präsentiert werden. Darüber ist ein Musikzimmer für Konzerte im kleinen Rahmen eingerichtet, in denen die historischen Instrumente aus der Beethoven-Zeit zum Klingen kommen.

#### Der Garten
Im Garten des Beethoven-Hauses ist eine Sammlung von Beethoven-Büsten zu sehen, die seit Beginn des 20. Jahrhunderts entstanden sind:

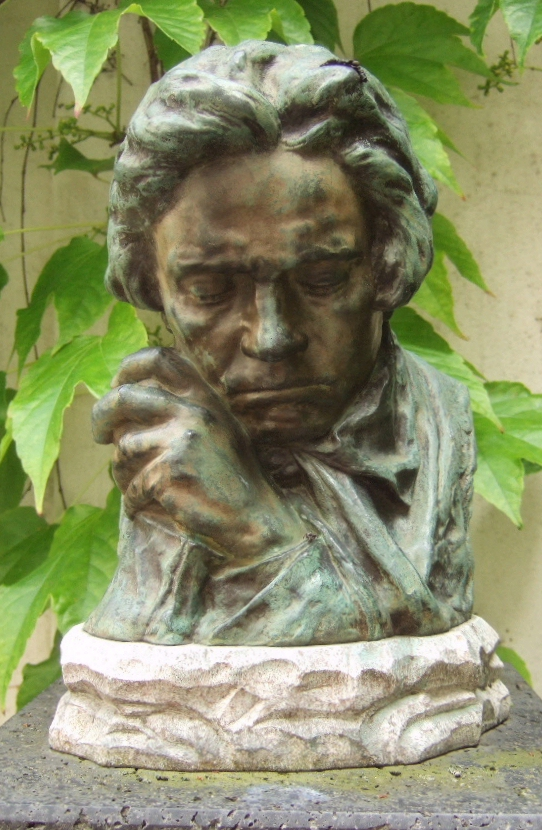
Pierre-Felix Masseau (1902)
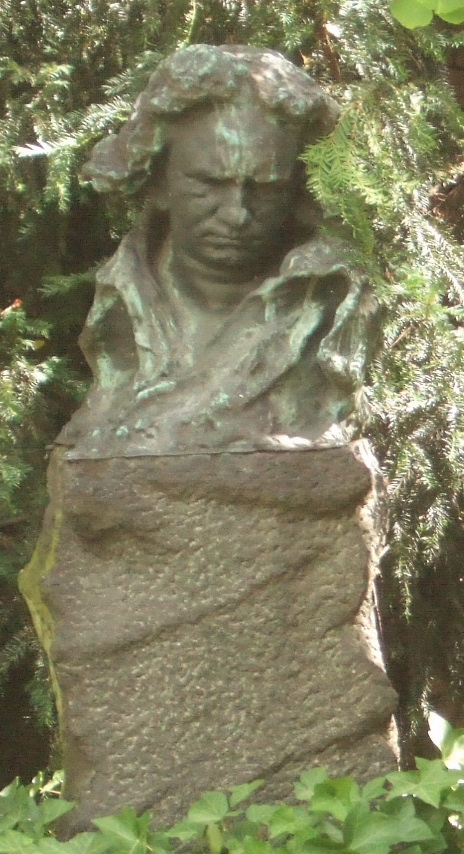
Naum Aronson (1905)
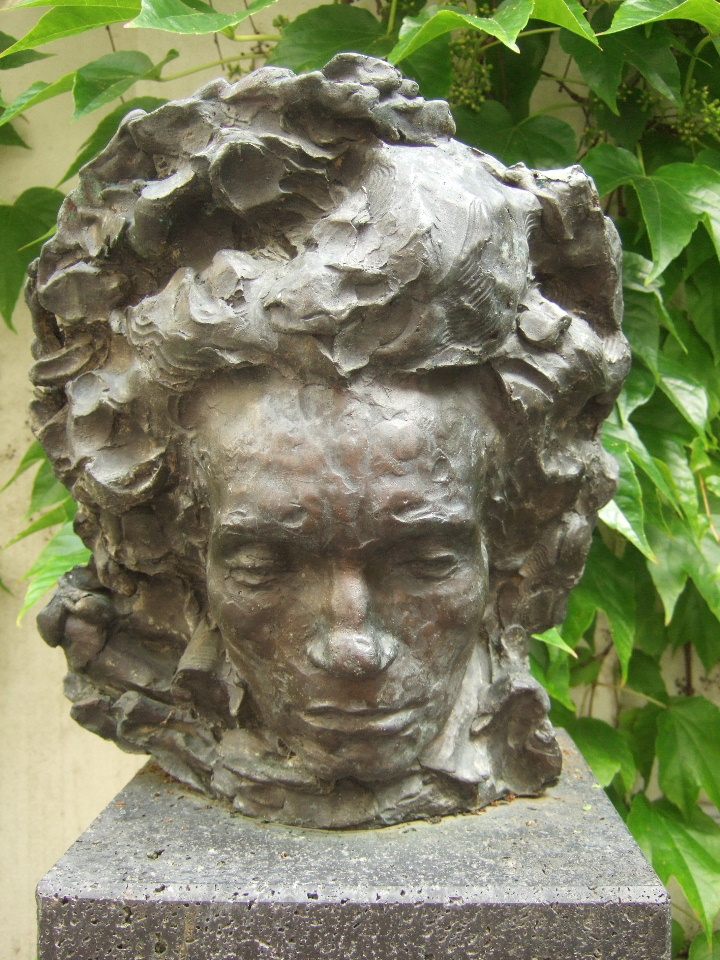
Fernando Cian (1. Viertel 20. Jahrh.)
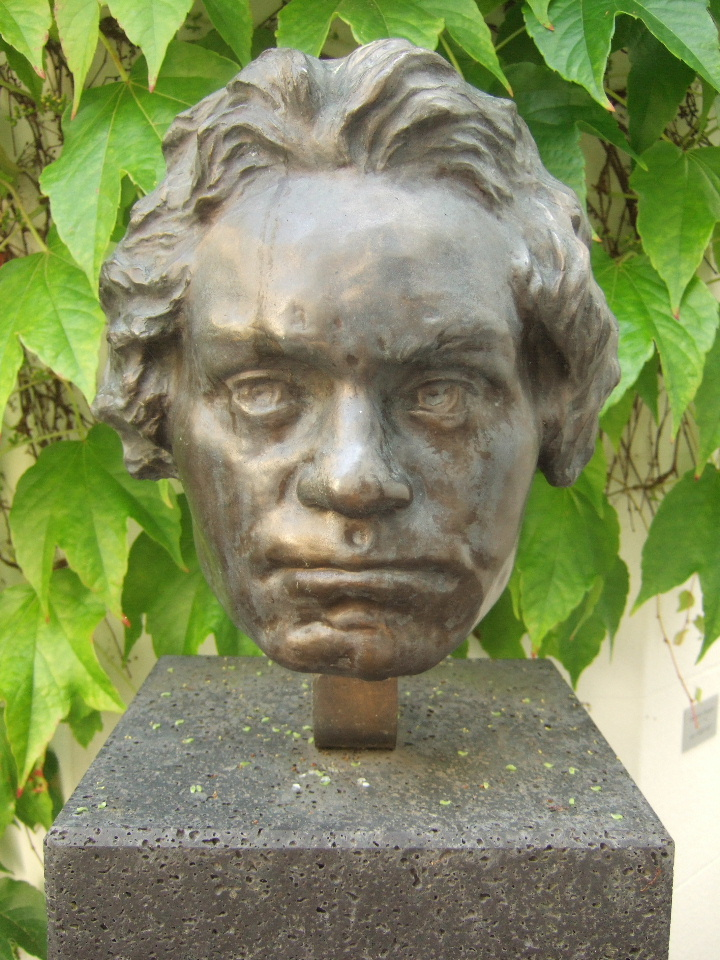
Wilhelm Hüsgen (1927/1929)
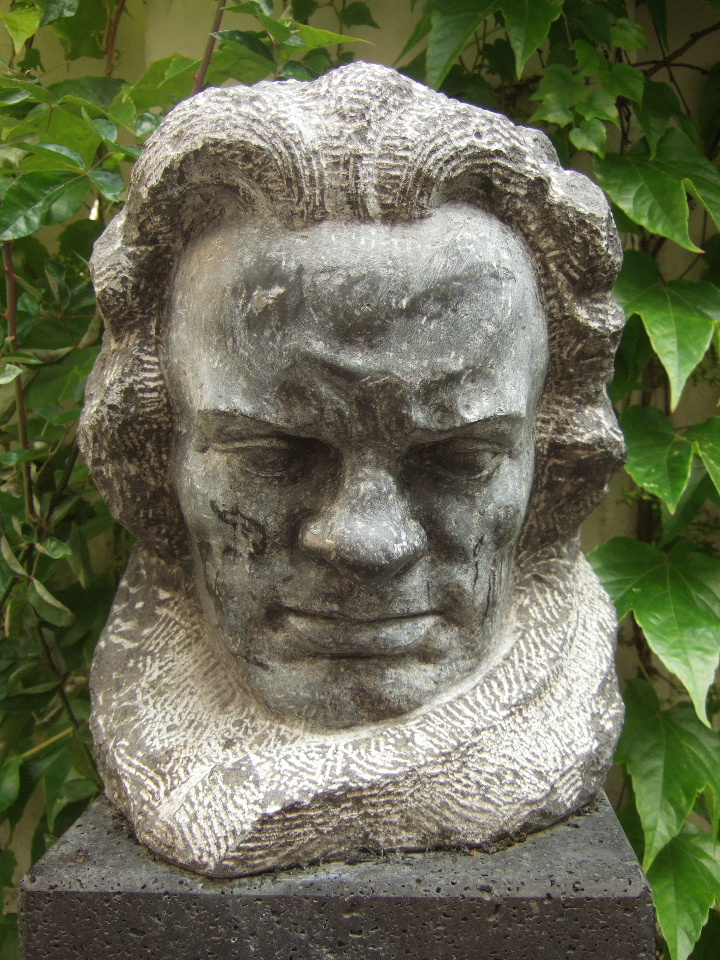
Eduard Merz (1945/1946)
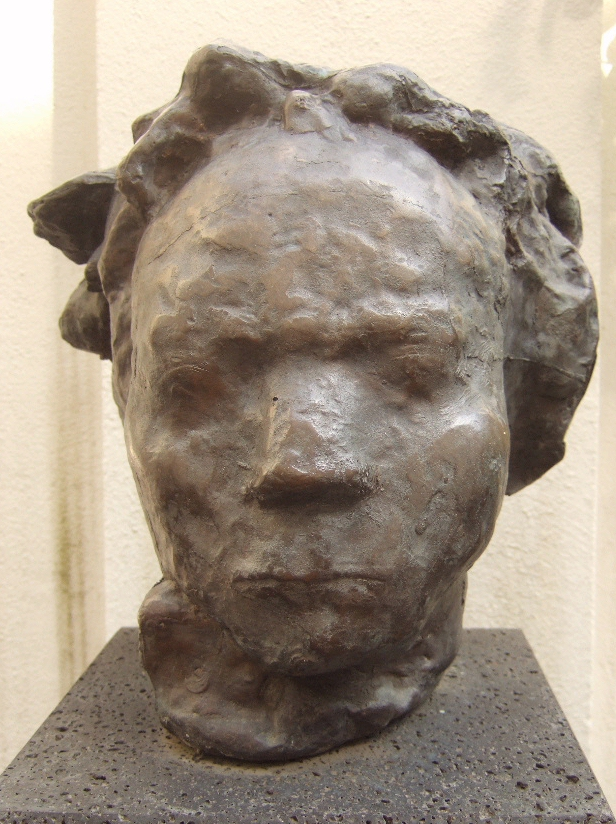
Lewon Konstantinowitsch Lasarew (1981)
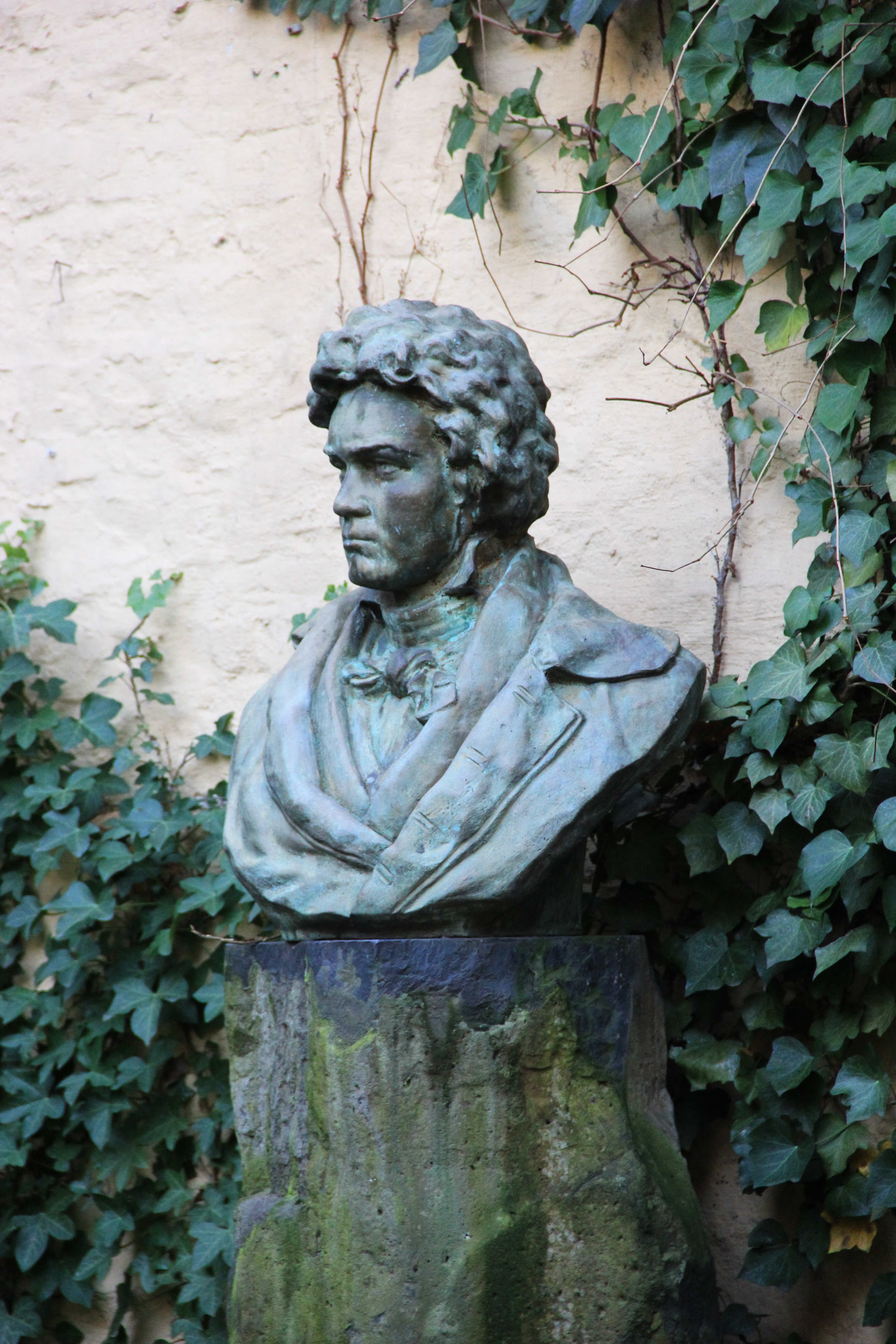
Cantemir Riscutia (1998)

### Sonderausstellungen
Neben der Dauerausstellung finden jeweils mehrere Monate dauernde themenbezogenen Sonderausstellungen statt. Sie orientieren sich oft an einem aktuellen Anlass, wie z. B. Neuerwerbungen oder Jubiläen. 1998 wurde die neu eingetroffene Sammlung Wegeler vorgestellt. 2006, zum 50. Jahrestag der Erwerbung, zeigte man eine Retrospektive zur Sammlung Bodmer. 2010 wurde das Autograph der Diabelli-Variationen der Öffentlichkeit präsentiert und in seinem Zusammenhang erläutert. Zu anderen Gelegenheiten wurden Zeitgenossen anhand von Sammlungsobjekten, ergänzt durch Objekte externer Leihgeber, lebendig gemacht: so z. B. Beethovens Lehrer Christian Gottlob Neefe (1999), die Klavierbauerfamilie Streicher (1999) und der Verlag Breitkopf & Härtel (2007), Johann Wolfgang von Goethe (1999) und Moritz von Schwind (2004/2005). Außerdem wurden verdiente Beethoven-Forscher, wie der Diplomat und Beethoven-Biograph Alexander Wheelock Thayer (1817–1897) im Jahr 2010, zum 100-jährigen Jubiläum des Erscheinens des letzten Bandes seiner Beethoven-Biografie 1911, oder Max Unger (2000) mit einer Ausstellung gewürdigt. Auch die Beethoven-Rezeption durch Musiker wie Johannes Brahms (1997), Richard Strauss (2002) oder Paul Hindemith (2009), und Künstler wie den Rodin-Schüler Naoum Aronson (2003) oder Joseph Beuys (2005) wurde in Sonderausstellungen thematisiert. Die Themen von hausinternen Meisterkursen und Fachtagungen wurden durch Sonderausstellungen einer breiteren Öffentlichkeit nahegebracht, so Beethovens Streichquartette (2011), seine Klaviersonaten (2012) oder sein Widmungsverhalten (2011). Im Jahr 2014 wurde des 125-jährigen Jubiläums der Gründung des Vereins Beethoven-Haus 1889 mit einer Ausstellung zur Bewegten und bewegenden Geschichte des Beethoven-Hauses gedacht. Die Beethoveniana in der Autographensammlung von Stefan Zweig und ihr Weg zeigen eine bisher wenig bekannte Seite des Schriftstellers. Das Beethoven-Haus Bonn in der NS-Zeit. Mit dieser Sonderausstellung 2017 thematisiert das Beethoven-Haus Bonn die Selbstgleichschaltung des Hauses nach der Machtübernahme durch die Nationalsozialisten mit der Einführung des Führerprinzips unter der Leitung von Ludwig Schiedermair.
Mit Begleitausstellungen beteiligt sich das Beethoven-Haus auch am Rahmenprogramm zum Beethovenfest der Stadt Bonn. So wurden 2009 unter dem Motto „Die Macht der Musik“ Theater- und Konzertprogramme zu Beethoven-Aufführungen im deutschen Kriegsgefangenenlager Bando in Japan zusammengetragen. 2010 widmete man sich Beethovens Kammermusik, mit der er sich am weitesten „ins Offene“ (so das Motto des damaligen Beethovenfestes) wagte.
Seit dem Umbau 2019 werden Sonderausstellungen im Erdgeschoss des Nachbarhauses Bonngasse 18 gezeigt. Im Frühjahr 2020 wurde In bester Gesellschaft das zentrale Porträt Beethovens und sein Urheber, der Maler Joseph Stieler, vorgestellt. Derzeit präsentiert die Paul Sacher-Stiftung Zündstoff Beethoven, Schrift-, Bild- und Musikdokumente zur musikalischen Beethoven-Rezeption im 20. und 21. Jahrhundert.
Begleitpublikationen verleihen den Ausstellungen Nachhaltigkeit. Einige Sonderausstellungen werden auch auf der Homepage des Hauses archiviert.

### Digitales Beethoven-Haus
Das Studio für die digitale Präsentation von über 6000 digitalisierten Dokumenten aus dem Besitz des Beethoven-Hauses, wie Handschriften und Erstdrucke der Werke Beethovens, Briefe und Bilder, ist zusammen mit dem Museumsshop in das gegenüberliegende Gebäude umgezogen. Dort gibt es auch ein Raumangebot für Vorträge und Seminare.

### Internetangebot
Seit 2004 ist die Webseite des Beethoven-Hauses online. Diese bietet Besucherinformationen zum Museum und zu Konzertprogrammen sowie die Möglichkeit Karten zu bestellen.
Museum, Kammermusiksaal und Bibliothek können in virtuellen Rundgängen besucht werden.
Darüber hinaus steht im Digitalen Archiv eine ständig wachsende Zahl an derzeit (2011) über 6000 Digitalisaten von Notenhandschriften, Briefen, Erstausgaben und Frühdrucken, Bildern und Objekten zur Verfügung. Interessierte können sich über Forschungsthemen und Ergebnisse und die Verlagspublikationen informieren. Für Konzeption und Gestaltung wurde dem Beethoven-Haus 2005 beim 17. Meisterwettbewerb Corporate Media der Titel Master of Excellence verliehen.
Auch der Internetauftritt des Beethoven-Hauses präsentiert sich in einer neuen zeitgemäßen Gestalt.

## Der Kammermusiksaal

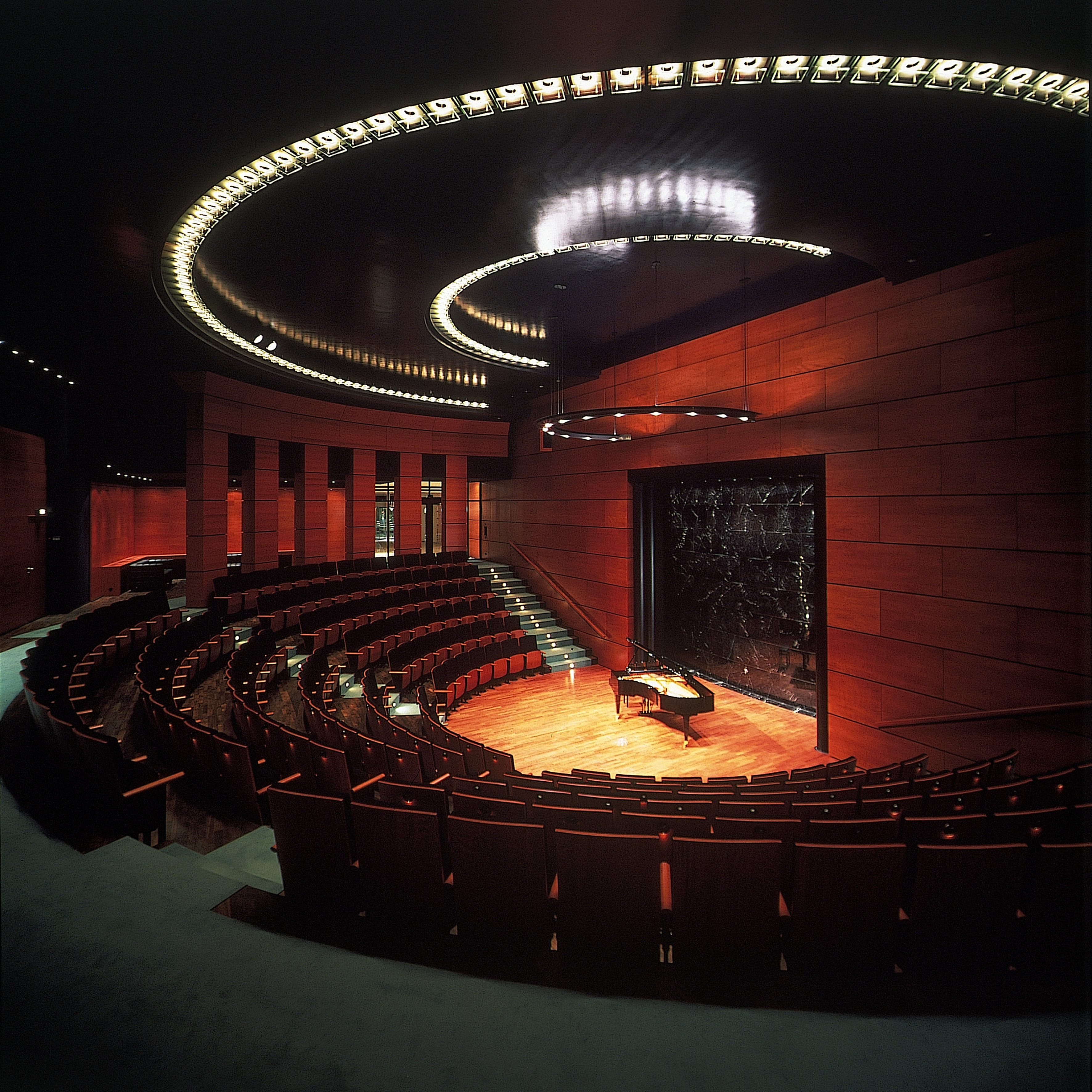
Der Kammermusiksaal

Neben den musikgeschichtlichen Zielen pflegte der Verein Beethoven-Haus von Anfang an die musikpraktische Seite durch die Veranstaltung von Kammermusikfesten und Konzerten in den eigenen Räumen. Eine Bereicherung erfuhr das Beethoven-Haus im Jubiläumsjahr des 100-jährigen Bestehens des Vereins 1989, mit der Eröffnung des neben dem Geburtshaus neu erbauten Kammermusiksaales. Er ist benannt nach dem damaligen Vereinsvorsitzenden Hermann Josef Abs, der den Bau initiiert und durch eine großzügige Spende mitfinanziert hatte. Gestaltet in der klassischen Tradition eines halbovalen Amphitheaters, verfügt der Saal mit seinen 199 Plätzen über eine hervorragende Akustik und eine besonders intime Atmosphäre. Die Architekten Thomas van den Valentyn und Klaus Müller wurden dafür mit mehreren Preisen (dem Deutschen Architekturpreis 1989, dem Mies van der Rohe-Preis 1990 und dem Gold Award für innenarchitektonische Gestaltung 1991) ausgezeichnet.
Durch das Zusammenwirken mit den anderen Abteilungen des Beethoven-Hauses bietet der Kammermusiksaal besondere Möglichkeiten, Akzente im Konzertleben zu setzen. Er wird darüber hinaus auch von anderen Veranstaltern für Konzerte, Tagungen und besondere Feierstunden genutzt.

## Konzerte und Veranstaltungen

### Konzertreihen
Das Jahresprogramm des Kammermusiksaales mit rund 40 eigenen Veranstaltungen steht, ausgehend von Beethoven, sowohl für Tradition als auch für Aufbruch: Klassische Kammermusik interpretiert von bekannten Ensembles und Solisten ebenso wie junge Künstler am Beginn ihrer Karriere. Konzerte auf historischen Instrumenten versetzen in die Beethoven-Zeit, zeitgenössischer Jazz bietet Raum für Improvisation und Inspiration, Familienkonzerte und Veranstaltungen für Grundschulen laden Kinder und Eltern zum „Erlebnis Klassik“ ein, und thematisch ausgerichtete Reihen und Gesprächskonzerte ermöglichen eine intensive Begegnung mit Komponisten, Zeiten und kulturellen Phänomenen. Die Programmgestaltung und künstlerische Leitung des Kammermusiksaales obliegt den Abteilungsleitern.
Seit 2014 wurde mit der in der letzten Januarwoche stattfindenden  Beethoven-Woche die Tradition der regelmäßigen Kammermusikfeste wieder aufgenommen, um als für die Musik Beethovens einzigartiges Musikfestival im 21. Jahrhundert weitergeführt zu werden. Acht Tage lang konzertieren renommierte Ensembles und Solisten zu einem Schlüsselwerk Beethovens, das von seiner Entstehungszeit bis in die zeitgenössische Musik musikalisch verfolgt und erläutert wird.

### Nachwuchsförderung
Im Sinne Beethovens als Lehrer veranstaltet das Beethoven-Haus seit 2007 forschungsorientierte Studienkollegs für Studierende und angehende Musikwissenschaftler zu ausgewählten Themen der Beethoven-Forschung. Für die musikpraktische Nachwuchsförderung stehen die von Kurt Masur 2006 ins Leben gerufenen Meisterkurse. Zunächst nur für Dirigenten, seit 2010 auch für Kammermusikensembles erarbeiten bekannte Künstler in öffentlichen Proben mit jungen Musikern Beethovens Kompositionen. Begleitend führen die Mitarbeiter des Beethoven-Archivs die jungen Musiker an die handschriftlichen Quellen heran, diskutieren mit ihnen philologische, musikhistorische und aufführungspraktische Themen oder geben Anregungen für die Interpretation der Werke Beethovens.

#### Komponistenresidenz und Mentoring

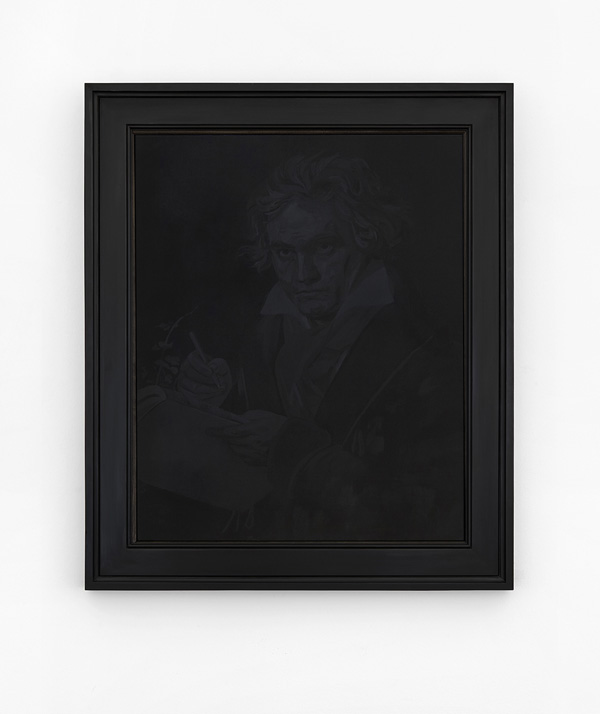
Credo II - copyright by Mark Alexander / Mick Vincenz

Seit 2013 nutzt das Beethoven-Haus die Villa Wasmuth, das ehemalige Wohnhaus des Kunstsammlers Johannes Wasmuth (1936–1997) in Rolandswerth (Rolandseck, Rheinland) als Gäste- und Tagungshaus. Darüber hinaus wird das der Stiftung Hans Arp und Sophie-Taeuber-Arp e. V. gehörende Haus für Projekte des Beethoven-Hauses zur Nachwuchsförderung genutzt.
In Zusammenarbeit mit der Studienstiftung des Deutschen Volkes vergibt das Beethoven-Haus seit 2013 Stipendien an junge Komponisten, die für einen Monat unter der Begleitung von Mentoren an ihren Kompositionsprojekten arbeiten, die zum Abschluss uraufgeführt werden.
Ebenfalls seit 2013 unterhält das Beethoven-Haus ein Mentoring, unterstützt durch den Rotary-Club Bonn und die Stiftung Arp e. V. Nachwuchskünstler und junge Wissenschaftler erhalten für ein Jahr die Möglichkeit, durch unmittelbaren Zugang zu den Quellen und Einrichtungen des Beethoven-Hauses, unterstützt von den Mitarbeiterinnen und Mitarbeitern des Beethoven-Hauses und Ehrenmitgliedern, ihre wissenschaftlichen oder künstlerischen Studien voranzubringen.
Mentees waren bisher Kammermusikensembles wie das Elias String Quartett (2013) und das Trio Rafaele (2015), Solisten wie die Pianisten Sunwook Kim (2013), Rafael Lipstein und Olga Paschtschenko (2014), Karim Said (2015) und der Cellist Jonas Palm (2015).
Der Schweizer Doktorand Dominique Ehrenbaum vertiefte seine Studien zur Instrumentalfuge im Spätwerk Ludwig van Beethovens (2013).
Von Januar 2014 bis Frühjahr 2015 diente die Villa Wasmuth dem britischen Maler Mark Alexander als Atelier, um im Auftrag des Beethoven-Hauses einen Beitrag für die Bildersammlung zu liefern. Es entstand ein fünf Gemälde umfassender Zyklus nach dem berühmten Beethoven-Porträt von Joseph Karl Stieler. Das Bild Credo II übergab Alexander dem Beethoven-Haus.

### Musik- und Museumspädagogik
Kinder und Jugendliche werden auf spielerische Weise an den Komponisten und sein Werk herangeführt. Mitarbeiter des Hauses gestalten Kinderführungen, Ferienworkshops und Museumsnachmittage. Kinder, die Instrumente spielen, treffen sich mehrmals im Jahr im Kammermusiksaal, um Beethovens Werke in verkürzten und erleichterten Fassungen im Orchester zu musizieren. Darüber hinaus gibt es Konzerte für Kinder und verschiedene museumspädagogische Projekte für Grundschulen mit entsprechendem Begleitmaterial. Bis zu 1000 Grundschulkinder besuchen jedes Jahr die „szenischen Schulkonzerte“. Das Grundschulprojekt Beethoven und sein Haus – mobil wurde 2011 beim Wettbewerb Kinder zum Olymp! der Kulturstiftung der Länder als Endrundenteilnehmer ausgezeichnet und erhielt beim Wettbewerb Kooperation. Konkret 2111 der Bildungspartner NRW den ersten Preis.
Im Jahr 2007 wurde eine spezielle Internetseite für Kinder mit dem Titel Hallo Beethoven veröffentlicht. Auf dieser werden Themen wie Beethovens Familie, seine Schulzeit und Freunde, sein Tagesablauf, seine Krankheiten kindgerecht aufbereitet und der soziale und politische Hintergrund seines Lebens dargestellt. Die Seite wurde von der Bundeszentrale für politische Bildung für Schule und Unterricht empfohlen.

## Wissenschaft und Forschung
Nach der heute gültigen Satzung ist, wie 1889 bzw. 1896 von den Gründervätern bestimmt, der Vereinszweck „die Pflege des Andenkens und des Werkes Ludwig van Beethovens“, darüber hinaus die Förderung von Kunst und Kultur, Wissenschaft und Forschung, Denkmalschutz und Denkmalpflege. Demnach gestalten sich die Aufgaben des Beethoven-Hauses in Sammeln, Erhalten und Erschließen von Handschriften, Bildern, Originaldokumenten, Originalausgaben und Frühdrucken sowie Publikationen, die sich auf Beethoven und sein kulturelles Umfeld beziehen. Die Beethoven-Forschung soll durch Forschungsprojekte, Publikationen und Symposien gefördert werden. Ausstellungen und museumspädagogischen Maßnahmen sollen durchgeführt, Publikationen und Tonträger zu Leben und Werk Beethovens erstellt und vertrieben sowie musikalische Aufführungen gefördert und organisiert werden. Hinzu kommt die Förderung der internationalen Zusammenarbeit mit anderen mit Beethoven befassten Gesellschaften, Forschungs- und Kulturinstituten im In- und Ausland.
2022 wurde die wissenschaftliche Abteilung des Beethoven-Hauses und das Beethoven-Archiv durch einen Kooperationsvertrag mit der Universität Bonn ein „An-Institut“.

### Sammlung

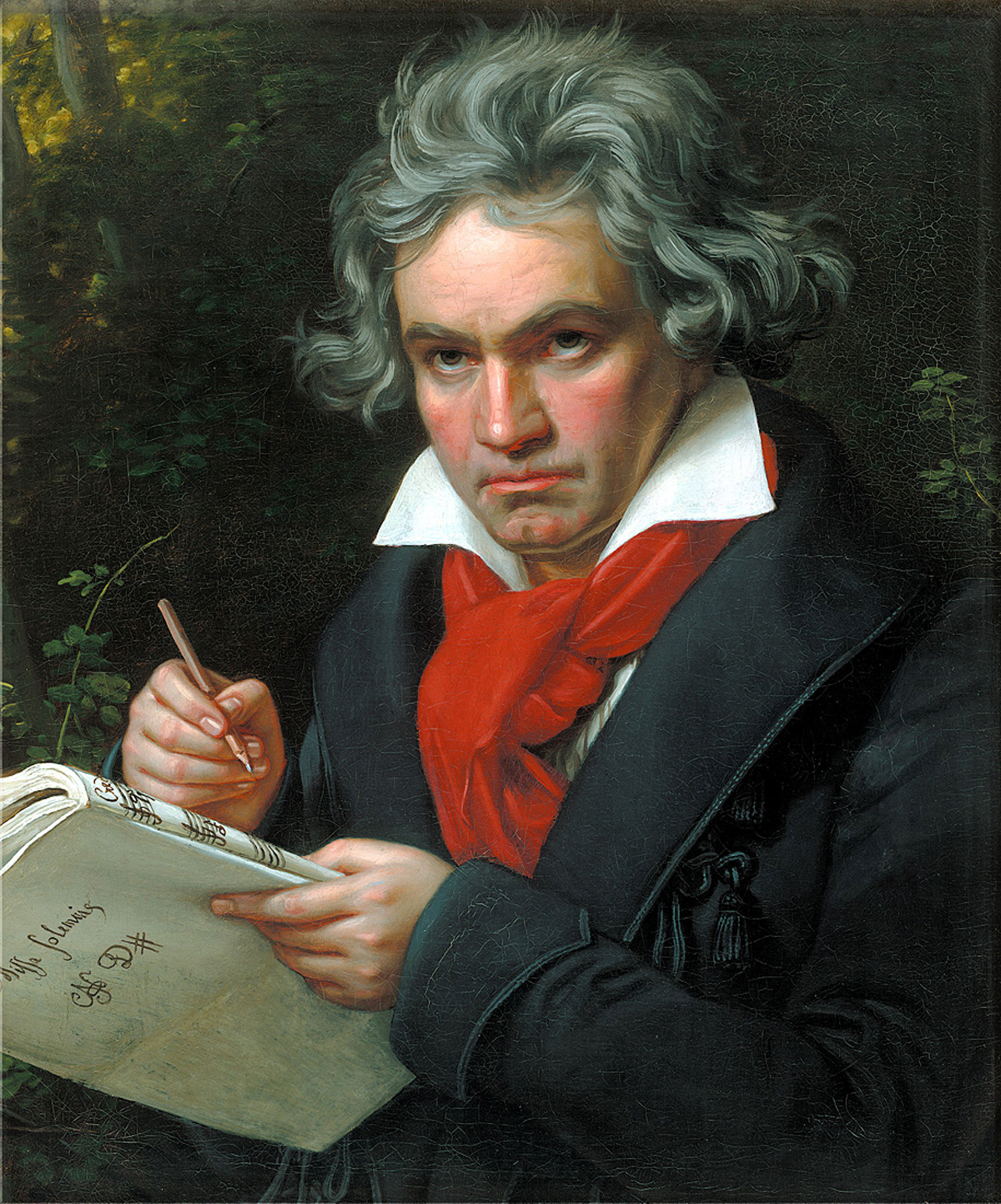
Joseph Karl Stieler: Porträt Beethovens mit der Partitur zur Missa Solemnis

Die älteste Tradition unter den daraus folgenden Aktivitäten hat die Sammlung. In den über 120 Jahren ihres Bestehens ist die größte und vielfältigste Beethoven-Sammlung entstanden. Sie umfasst mehr als 1000 Originalhandschriften (Skizzenblätter und Skizzenbücher, Autographen, von Beethoven überprüfte Kopistenabschriften, Konversationshefte, etwa 700 Briefe), sowie Werkdrucke mit eigenhändigen Eintragungen Beethovens, ergänzt durch Musikinstrumente, Möbel, Erinnerungsstücke und Requisiten aus Beethovens Alltag. Daneben ist die kunsthistorische Sammlung mit über 3000 Bildern, Fotografien und Plastiken bedeutsam. Sie besitzt unter anderem drei Viertel aller authentischen Beethoven-Porträts, so auch das bekannte Gemälde von Joseph Karl Stieler (1820).
Mit Hilfe privater und öffentlicher Stiftungen und Mäzene, durch Schenkungen oder Dauerleihgaben wächst die Sammlung kontinuierlich. Zu den bedeutendsten Neuerwerbungen der letzten 10 Jahre zählt 2005 der Ankauf der Stichvorlage der Missa solemnis (op. 123) und im Dezember 2009 die Originalhandschrift der 33 Veränderungen über einen Walzer von Anton Diabelli für Klavier (op. 120). Klimatisch und konservatorisch adäquate Räumlichkeiten im Neubau und ein Tresor gewähren eine sachgerechte Lagerung. Besuchern des Museums werden durch ein jeweils wechselndes Objekt des Monats ausgewählte Beispiele daraus gezeigt.

### Beethoven-Archiv

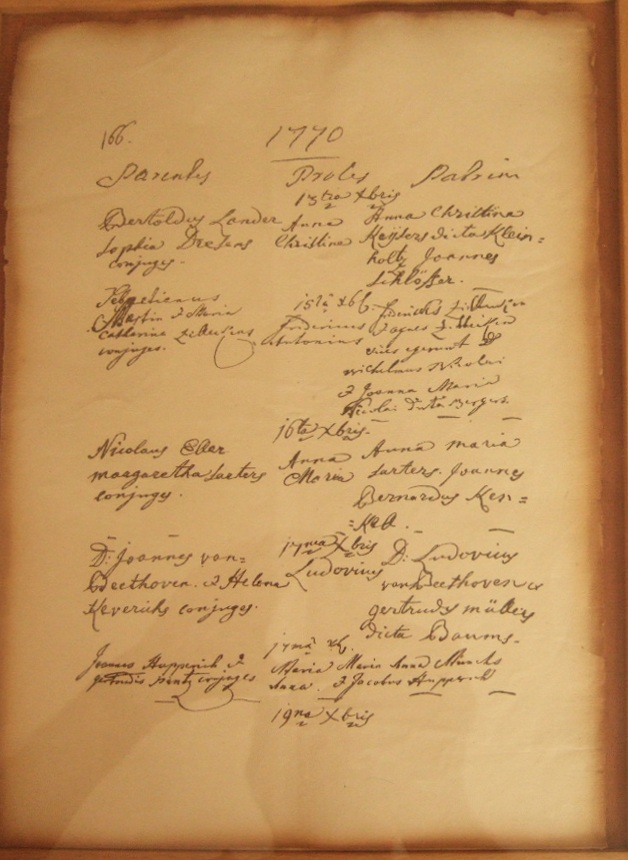
Taufregister der Bonner Remigiuskirche vom 17. Dezember 1770 mit dem Eintrag „Ludovicus van Beethoven“

In den Nebengebäuden des Geburtshauses ist das Beethoven-Archiv, die wissenschaftliche Abteilung des Beethoven-Hauses, untergebracht. Es wurde 1927 aus Anlass des 100. Todestages Ludwig van Beethovens am 26. März als „Stiftung beim Verein Beethoven-Haus“ gegründet, ursprünglich mit eigenständiger Verwaltung und enger Anbindung an die Universität Bonn. Initiator, Gründungsmitglied und erster Direktor bis 1945 war der Bonner Musikwissenschaftler Ludwig Schiedermair. Ihm folgten 1945 bis 1972 Joseph Schmidt-Görg und Günther Massenkeil (1972–1974, interimistisch bis 1976). Alle drei waren zugleich Ordinarien des musikwissenschaftlichen Seminars. 1976 bis zu seinem Wechsel an die Universität Göttingen 1983 hatte Martin Staehelin das Amt inne. Ihm folgte 1984 Sieghard Brandenburg, seit 1998 als Abteilungsleiter unter der neu eingerichteten Direktorenstelle des Beethoven-Hauses. 2003 bis Ende 2006 leitete Ernst Herttrich, der ab 1990 bereits Leiter der Gesamtausgabe und ab 1998 Leiter des Verlags Beethoven-Haus Bonn war, das Beethoven-Archiv. Von 2007 bis 2015 war Bernhard R. Appel Leiter des Archivs und des Verlags. Ihm folgte 2015 Christine Siegert.
Der Zweck des Beethoven-Archivs bestand vor allem im Aufbau eines Dokumentationszentrums zu Leben, Werk und geistigem Umkreis Beethovens. Dazu sollte eine „möglichst vollständige“ Beethoven-Bibliothek aufgebaut sowie sämtliche Ausgaben von Werken Beethovens in Originalen und sämtliche erhaltene Musik-Handschriften des Meisters in fotografischer Reproduktion, „welche die Originale beim Studium zu ersetzen vermögen“, zusammengetragen werden.
Diese Dokumente sollten durch Faksimile-Nachbildungen aller Zeugnisse, „welche für die Biographie und das künstlerische Werk von Bedeutung sind“, und die Sammlung der „Materialien, die zum Studium des geistigen Umkreises von Beethovens Kunst und seiner Zeit notwendig sind“, ergänzt werden. Das Beethoven-Archiv als „ein Mittelpunkt der Beethoven-Forschung … (sollte) dadurch auch dem allgemeinen künstlerischen Interesse dienen“.
Die damals begonnene reprographische Sammlung umfasst inzwischen über 11.000 Autographe, Noten, Briefe, Lebensdokumente, Musikdrucke und sonstige Quellen aus über 200 Bibliotheken und Archiven. Sie bildet die Grundlage für das Tätigkeitsfeld der philologischen Forschung und Edition.
Das Beethoven-Haus ist daher ein prädestinierter Austragungsort wissenschaftlicher Kongresse unter Federführung des Beethoven-Archivs, wie 2011 zu Beethovens und Joseph Haydns Widmungsverhalten oder im Jubiläumsjahr 2014 zum Wiener Kongress (1814/15). Mit Beethoven im Exil und Beethoven und Rossini waren die Themen im Jahr 2018. Im Februar des Jubiläumsjahrs 2020 findet dem Titel Beethoven-Persepektiven ein dem Jubilar angemessener internationaler wissenschaftlicher Kongress statt.
Außerdem wirken die Mitarbeiter des Beethoven-Archivs regelmäßig an in- und ausländischen Veranstaltungen zur Beethoven-Forschung wie Symposien und Seminaren mit.

### Bibliothek
Die Archivbestände werden ergänzt durch die Literatur- und Notensammlung der seit Gründung des Beethoven-Hauses bestehenden Bibliothek. Sie ging 1927 in den Besitz des Archivs über, während die Handschriftensammlung in der Obhut des Vereins Beethoven-Haus blieb. Die Bibliothek dient primär der Literaturversorgung des Hauses und als Forschungsbibliothek, ist aber zugleich als Archivbibliothek mit eigenen Quellensammlungen ausgerichtet. Die Bibliotheksleitung ist auch zuständig für die Katalogisierung, das Digitale Archiv und den Internetauftritt des Beethoven-Hauses. Die Bibliothek pflegt die Sammelschwerpunkte Original-, Erst- und Frühdrucke von Werken Beethovens sowie von Personen aus seinem Umkreis, wissenschaftliche Literatur in Aufsatz- und Buchform, Literatur und Zeitschriften im weiteren historischen und kulturellen Kontext sowie Tonträger. Sie dokumentiert damit nicht nur die Werke Beethovens und deren Rezeption, sondern auch das historische und persönliche Umfeld der Person. Neben 50.000 Büchern und Aufsätzen, 160 Zeitschriften, 27.000 Musikalien, davon 6500 Beethoveniana, sind über 11.000 Foto- und Mikrofilmaufnahmen und 2.500 AV-Medien verfügbar. Durch Vermächtnisse, besondere Ankäufe und Schenkungen von Privatsammlern (u. a. von Herbert Grundmann, Hans Klingemann, Freiherr von Geyr, Hanns J. Eller, Klaus Steltmann) konnte sie ihren Bestand beträchtlich erweitern. Die bedeutendsten darunter sind mit über 850 Objekten die Sammlung Hans Conrad Bodmer, die der Schweizer Arzt und Beethoven-Sammler 1956 testamentarisch dem Beethoven-Haus überließ, und die Sammlung des Beethoven-Freundes und Biografen Franz Gerhard Wegeler mit mehr als 400 Stücken, die 1998 als Dauerleihgabe an das Beethoven-Haus kam. Außerdem verwahrt die Bibliothek Nachlässe, z. B. von Anton Schindler, Theodor von Frimmel und Max Unger. Mit einem Bestand von fast 100.000 Medieneinheiten mit bio-bibliografischen Daten ist sie heute die größte öffentlich zugängliche Spezialbibliothek zu Beethoven. Ihr Lesesaal mit Handbibliothek wird von Benutzern aus aller Welt frequentiert. Sie arbeiten an einem historischen Quartett-Tisch, an dem möglicherweise Beethoven selbst gespielt haben soll.

### Editionen

#### Gesamtausgabe und Faksimileausgaben
Die Sammlung auszuwerten und wissenschaftlich nutzbar zu machen, geschieht durch die Arbeit des Beethoven-Archivs. Mit der wachsenden Zahl der verschiedenen Werkausgaben und der Anfragen an die Beethoven-Interpretation wuchs der Plan einer neuen Gesamtausgabe. Zwar existierte bereits seit 1863–1865 / 1888 eine vom Verlag Breitkopf & Härtel in Leipzig herausgegebene Gesamtausgabe, der allerdings nur die damals bekannten Druckfassungen beethovenscher Werke zugrunde lagen. Doch waren seither einige Werke neu entdeckt oder noch ungedruckte Stücke (z. B. viele Werke ohne Opus-Zahl) in der alten Ausgabe nicht berücksichtigt worden. Zudem hatten sich die Ansprüche an historisch-kritische Werkausgaben gewandelt. Aufgeschoben durch die Wirren des Zweiten Weltkriegs erschien 1961 im G. Henle Verlag der erste Band der 1959 begründeten Neuen Beethoven-Gesamtausgabe. Sie ist bis heute die wichtigste wissenschaftliche Unternehmung des Archivs. Geplant sind 56, nach Kompositionsgattungen und Besetzungen angeordnete Bände. Ziel der von den wissenschaftlichen Mitarbeitern des Beethoven-Archivs sowie von international anerkannten Musikwissenschaftlern in Kooperation erarbeiteten Ausgabe ist es, den von Beethoven beabsichtigten, aber nicht immer in eindeutiger Form hinterlassenen Notentext durch kritischen Vergleich der authentischen Quellen zu ermitteln, ihn in einem Kritischen Bericht zu begründen und in moderner Wiedergabe zu veröffentlichen. Unter Mitarbeit des Beethoven-Archivs wurde parallel zur Gesamtausgabe in einem mehrjährigen Projekt das von Georg Kinsky und Hans Halm 1955 herausgegebenen, damals bahnbrechende Werkverzeichnis, einer grundlegenden Revision und Aktualisierung nach dem neuesten Stand der Forschung unterzogen. Das neue Werkverzeichnis (LvBWV) erschien 2014.
Den Zielen der Gründer des Beethoven-Hauses: Sammeln, Bewahren der Originale, wissenschaftliche Aufbereitung und Bereitstellung für die Forschung wie die interessierte Öffentlichkeit, dient die Herausgabe ausgewählter Handschriften in Faksimile-Ausgaben. Aufgrund anderer Aufgaben zunächst zurückgestellt, wurde sie 1953 von Joseph Schmidt-Görg neu ins Leben gerufen und von seinen Nachfolgern weitergeführt. Faksimiliert und im Verlag herausgegeben werden nicht nur Werkhandschriften und Originalausgaben, z. B. die Waldsteinsonate op. 53, Lieder nach Texten von Johann Wolfgang von Goethe, die Sechs Bagatellen für Klavier op. 126 oder die Sonate für Violoncello und Klavier op. 69, sondern auch Schriftdokumente wie Briefe, z. B. an Josephine Gräfin Deym geb. v. Brunsvik, oder An die unsterbliche Geliebte, Beethovens Tagebuch 1812–1818 oder das Stammbuch Beethovens, das Abschiedsgeschenk der Bonner Freunde vor der Abreise nach Wien 1792.

#### Skizzenforschung

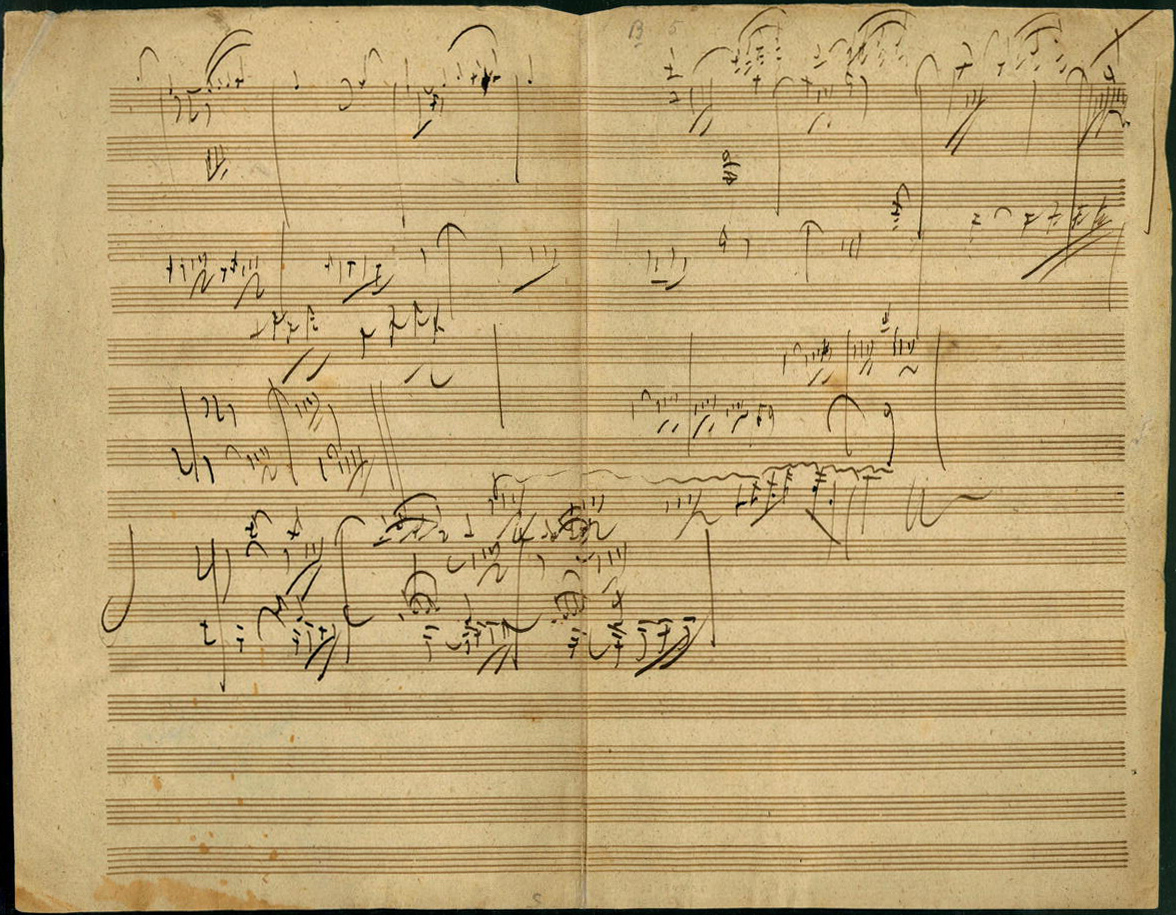
Skizzen zu Beethovens Klaviersonate op. 101

Als wichtige Aufgabe für die Beethoven-Forschung richtete das Beethoven-Archiv von Anfang an seinen Blick auf die Skizzenforschung. Aber erst 1952 begann unter Joseph Schmidt-Görg die Edition von wissenschaftlich aufbereiteten und kommentierten Skizzen und Entwürfen Beethovens zu seinen Kompositionen. Ab 1972 führte Sieghard Brandenburg die Reihe fort, seit 2003 ergänzt durch die Beethoven Sketchbook Series durch William Kinderman (Illinois). Bis 2013 liegen 13 Skizzenbücher-Ausgaben vor. Seit 2014 führt das Beethoven-Archiv (Bernhard R. Appel) gemeinsam mit dem Musikwissenschaftlichen Seminar in Detmold (Joachim Veit) im Rahmen des Akademienprogramms der Union der deutschen Akademien der Wissenschaften (Mainz) das auf 16 Jahre angelegte Projekt Beethovens Werkstatt – Genetische Textkritik und Digitale Musikedition zur Erforschung von Beethovens Arbeitsweise durch. In diesem Projekt der Grundlagenforschung soll Beethovens kompositorischer Arbeitsprozess rekonstruiert und anhand bestimmter Skizzen digital dargestellt werden. Am Beispiel Beethovens sollen neue Möglichkeiten der Textkritik bei Musikwerken und angemessene digitale Präsentationsformen dafür entwickelt werden.

#### Briefwechsel und Konversationshefte
Unter Leitung von Sieghard Brandenburg wurde die Gesamtausgabe des Briefwechsels Beethovens in Angriff genommen. Die sechs Bände (Briefe 1783–1827) und ein umfassender Registerband erschienen 1996/1998 ebenfalls im G. Henle-Verlag. Ein achter Band mit zusätzlichen nichtbrieflichen Dokumenten zum Leben und Werk Beethovens ist in Vorbereitung. Etwa 600 (gut die Hälfte davon auch als Hörbriefe) der mehr als 2300 Briefe sind im Digitalen Archiv originalgetreu, mit Textübertragung, Inhaltsangabe und Quellenbeschreibung einsehbar.
Den Plan einer Gesamtausgabe der Konversationshefte fasste Ludwig Schiedermair schon Ende der 1920er Jahre. In Angriff genommen und durchgeführt wurde die Edition allerdings durch die Preußische, später Deutsche Staatsbibliothek in Berlin. 1972–2001 sind die knapp 140 bekannten, von Anton Felix Schindler (1795–1864) aus dem Nachlass Beethovens überlieferten Hefte in elf Bänden erschienen.

### Verlag und Schriftenreihen

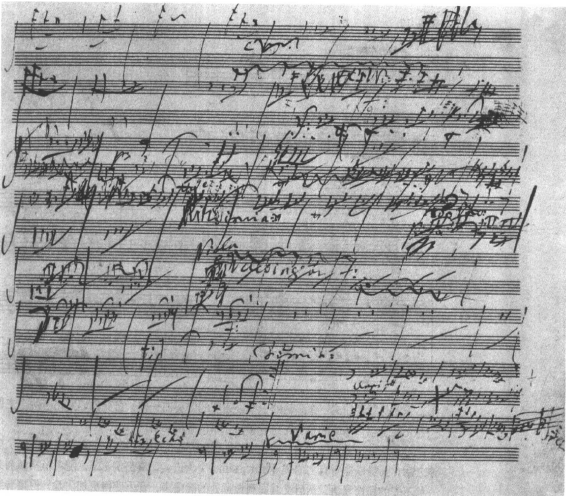
Pastoralsinfonie

Aus der Arbeit der Mitarbeiter des Beethoven-Hauses hervorgehenden Veröffentlichungen wurden von Anfang an im eigenen Verlag herausgebracht. Viele der Editionen des Beethoven-Archivs erscheinen in den verschiedenen Schriftenreihen des hauseigenen Verlags. Die erste Reihe unter Ludwig Schiedermair als Gesamtherausgeber brachte von 1920 bis 1934 zehn Bände, zumeist kommentierte Originaldokumente Beethovens mit Faksimile, aber auch Monografien hervor. Nach dem Krieg wurde sie mit der „Neuen Folge“ fortgesetzt. Die neue Reihe 1 umfasst Skizzen und Entwürfe und ist damit Ausdruck der großen Bedeutung, die von Anfang an der Skizzenforschung zugemessen wurde. In der Reihe 2 erschien 1953/54 – 1973/81 das Beethoven-Jahrbuch. Es wurde 1999 durch das in der Reihe 5 herausgegebene Periodikum Bonner Beethoven-Studien ersetzt. Neben quellen- und interpretationsorientierten Fachbeiträgen zu Beethovens Leben und Werk sowie zur Rezeptionsgeschichte enthalten diese Bände jeweils auch einen Jahresrückblick auf die Aktivitäten des Beethoven-Hauses, des Beethoven-Archivs und des Verlags Beethoven-Haus. Die 3. Reihe ist den Faksimile-Ausgaben gewidmet. Für das Faksimile der Pastoralsinfonie (op. 68) (Bd. 14, 2000) und die Faksimile-Ausgabe der Mondscheinsonate (op. 27,2) (Bd. 16, 2003) wurde der Verlag mit dem Deutschen Musik-Editionspreis ausgezeichnet. Den Deutschen Musik-Editionspreis als „Best-Edition“ erhielt das Beethoven-Haus 2008 für die Begleitpublikation zur Ausstellung Beethoven und der Leipziger Musikverlag Breitkopf & Härtel sowie 2013 für seine in der Reihe „Für Kenner und Liebhaber“ erschienene Publikation Beethoven im Bild (2012).
In der 4. Reihe Schriften zur Beethovenforschung werden Tagungsberichte, Dissertationen und Monografien zur Beethoven- und Beethoven nahen Forschung publiziert. So erschienen unter anderem Bücher zur Geschichte seiner Familie und über seine Wohnstätten, über die Beethoven-Rezeption in Frankreich und zum Einfluss Beethovens auf die Rezeption der Alten Musik. Andere haben einzelne Werke oder Werkgattungen, wie zum Beispiel die Instrumentalfuge, oder Interpretationsfragen zum Thema. Hier erscheinen auch die Berichte zu wissenschaftlichen Kongressen, die das Beethoven-Haus veranstaltet, wie zum Beispiel zu Widmungen bei Haydn und Beethoven (2012/2015) sowie zum Wiener Kongress 1814/15 (2014/2016). Auch die Aufarbeitung der Geschichte des Vereins Beethoven-Haus findet hier ihren Platz.
Der Verlag Beethoven-Haus publiziert nicht nur Literatur zur Beethoven-Forschung, in die er auch Beiträge auswärtiger Wissenschaftler aufnimmt, sondern auch Begleitpublikationen zu den Sonderausstellungen, Bücher für Musikliebhaber, für Kinder und CDs. Enge Zusammenarbeit besteht mit dem G. Henle-Verlag, München, der die großen Editionsreihen der Werke Beethovens und den Briefwechsel herausbringt.

### Dokumentation und Kataloge
Alle diese Publikationen und die übrigen Bibliotheksbestände an Literatur, Handschriften, Bildern, Presseartikel und Tonträger werden durch unterschiedliche Kataloge erschlossen, die auch online verfügbar und zu benutzen sind. Der Bibliothekskatalog umfasst allein über 800 biografische Darstellungen Beethovens, Werkmonografien, Skizzen- und Quellenstudien, Schriften zur Aufführungspraxis und zur Instrumentenkunde, musikgeschichtliche Untersuchungen, Viennensia und Bonnensia, bibliografische und lexikalische Nachschlagewerke, historische Zeitschriften, besonders des 19. Jahrhunderts, rezeptionsgeschichtliche Dokumente und Studien sowie Programmhefte in den gängigen europäischen Sprachen. Das Ziel, möglichst alles Erreichbare zu erfassen, wurde im Pressearchiv bereits aufgegeben. Lokalgeschichtliches und die Rezensionen von Beethoven-Literatur bestimmen hier die Auswahl. Unter den Notendrucken haben die Originalausgaben, d. h. die von Beethoven selbst veranlassten Erstdrucke, sowie andere zu Beethovens Lebzeiten erschienene Ausgaben sowohl von Stimmen, als auch von Partituren Vorrang. Ergänzend treten dazu Ausgaben wichtiger Herausgeber oder Verleger, Bearbeitungen, Taschenpartituren und kritische Neuausgaben anderer Verlage. Neben den Beethoven-Musikalien wird eine Sammlung von Frühdrucken von Werken komponierender Zeitgenossen Beethovens gepflegt. Einbezogen sind auch Tonträger von Schellack- und Langspielplatten über Musikkassetten und CDs bis zu Beethoven-Filmen mit dem Schwerpunkt auf Gesamteinspielungen und seltenen Aufnahmen.
Die Erfassung beschränkt sich dabei nicht nur auf die Titelaufnahme, sondern bietet, vor allem bei älteren, seltenen oder umfangreicheren Publikationen und Notendrucken sowie bei den Notenhandschriften, nähere Angaben zu Inhalt, Provenienz oder Herkunft und Kurzbeschreibung. Eine ausführliche Verschlagwortung gibt zusätzliche Informationen und erleichtert die Recherche.
Ein aktuell initiiertes Projekt ist die Rekonstruktion von Beethovens eigener Bibliothek, gewährt sie doch Einblick in Beethovens Denken und sein geistiges Umfeld. Die Liste der aus den Quellen und dem Nachlass bekannten Bücher und Musikalien, die der Komponist las, studierte, kopierte, exzerpierte, vertonte, entlieh, verlieh, verschenkte oder sich zum Kauf notierte, wäre lang. Doch selbst der Kernbestand dessen, was Beethoven besaß, seine eigene Bücher- und Notensammlung, ist bisher nur in Umrissen bekannt. Ziel ist daher, sie näher zu erforschen und im Beethoven-Haus zusammenzutragen. Bibliothekare und Wissenschaftler steuern zur Ermittlung ihr Wissen bei, Antiquare und private Sammler erleichtern durch besondere Konditionen die Erwerbung. Freunde des Beethoven-Hauses können sich mit Buchpatenschaften am Kauf und an der Restaurierung der Bücher beteiligen.

### Audiodokumentation der Originalinstrumente Beethovens
Um die Originalinstrumente Beethovens, die das Beethoven-Haus besitzt, nicht nur in Konzerten zum Klingen zu bringen, wurde eine eigene Reihe mit CD-Produktionen des Hauses begründet. Namhafte Musiker wie Tabea Zimmermann, Daniel Sepec, das Schuppanzigh-Quartett, Jörg Demus oder Andreas Staier spielen Werke von Beethoven und seinen Zeitgenossen auf Beethovens Streichinstrumenten und Hammerflügeln von Broadwood und Graf. Auch die legendären Besuche von Pablo Casals 1955 und 1958 im Beethoven-Haus, bei denen er auch auf Beethovens Violoncello spielte, wurden hier dokumentiert.

## Der Verein Beethoven-Haus Bonn

### Geschichte und Aktivitäten des Vereins

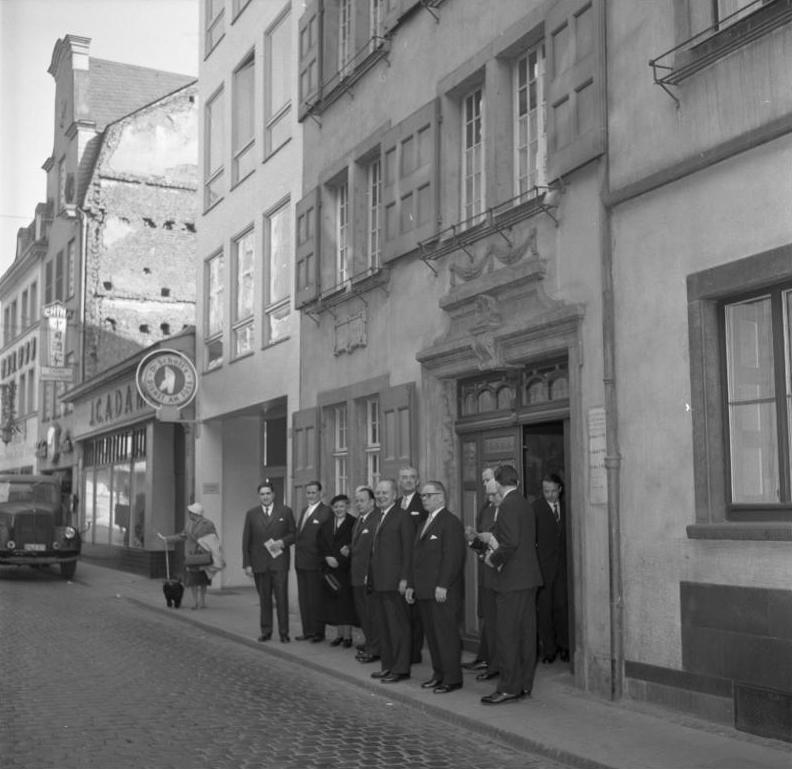
Finnische Politiker besuchen das Beethoven-Haus am 15. März 1960

Da die Stadt Bonn 1888 nicht am Erhalt des Geburtshauses Beethovens interessiert war, schlossen sich zwölf kunstsinnige Bonner Bürger und Rentiers zusammen, gründeten am 24. Februar 1889 den Verein Beethoven-Haus (altrechtliche Rechtsform), dessen Mitbegründer und Vorsitzender Ferdinand August Schmidt war, und erwarben die Liegenschaft, um sie als Gedenkstätte einzurichten. Ihr Ziel war, nicht nur das Geburtshaus, „wie es zur Jugendzeit Beethovens gewesen [ist]“ wiederherzustellen, sondern auch eine Sammlung einzurichten, die alle seine Werke in Handschriften und Druckausgaben, seine Briefe, bildliche Darstellungen und andere Reliquien sowie sämtliche Literatur über ihn, eben „Alles, was die sinnliche und seelische Berührung mit ihm vermittelt“, umfassen sollte mit dem Ziel, das Haus zu erwerben und als Gedenkstätte zu erhalten.

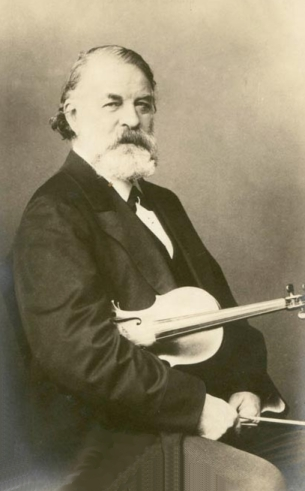
Joseph Joachim (1831–1907), Ehrenpräsident des Vereins Beethoven-Haus

57.000 Mark kostete der Ankauf, weitere 24.000 Mark kamen für die Restaurierung hinzu.
Zur Unterstützung ihres Vorhabens gewannen die Gründungsväter zahlreiche Persönlichkeiten aus Politik, Kunst und Wissenschaft als Ehrenmitglieder, darunter Reichskanzler von Bismarck, Graf von Moltke, Johannes Brahms, Clara Schumann, Max Bruch und Giuseppe Verdi. 1890 hatte der Verein bereits 344 Mitglieder, ein Viertel davon aus dem Ausland, darunter 35 Briten und 11 Amerikaner. Die Ehrenpräsidentschaft übernahm der Geiger Joseph Joachim (1831–1907), der sich als Interpret von Beethovens Violinkonzert in D-Dur (op. 61) einen Namen gemacht hatte und mit seinem Joachim-Quartett Beethovens Streichquartetten zum Durchbruch verhalf. 1890 rief der Verein die im Zweijahresrhythmus stattfindenden Kammermusikfeste des Beethoven-Hauses ins Leben. Unter der Leitung von Joseph Joachim und mit dem Engagement anerkannter Musiker erspielten ihre Benefizkonzerte eine finanzielle Grundlage für die Unterhaltskosten der Gebäude und für die Vereinsaktivitäten. In der Zeit des 1. Kammermusikfestes fand die bis heute größte Beethoven-Ausstellung statt, in der 360 Leihgaben aus ganz Europa gezeigt werden konnten.
Am 10. Mai 1893, während des zweiten Kammermusikfestes, konnte auch das Beethoven-Haus als Gedenkstätte und Museum für Beethovens Leben, Werk und Wirkung eröffnet werden. Die Aufgaben wurden in der Satzung von 1896 wie folgt formuliert: Pflege des Andenkens Ludwig van Beethovens durch Museum und Sammlung, Veranstaltung musikalischer Aufführungen, Preisausschreibungen und Stipendien sowie eigene literarische Veröffentlichungen.
In den folgenden Jahrzehnten war die Tätigkeit des Vereins Beethoven-Haus geprägt durch die Kammermusikfeste (30 Feste bis 1956) und den Aufbau der Sammlung. Zur Ergänzung der musealen und musikpraktischen Leistungen wandte man sich nun auch verstärkt der wissenschaftlichen Beschäftigung mit Beethoven zu. Zum Gedenkjahr 1920 (dem 150. Geburtstag Beethovens) eröffnete der Verein Beethoven-Haus eine eigene wissenschaftliche Publikationsreihe. Und um die Beethovenforschung im Beethoven-Haus auf Dauer zu verankern, gründete er zu Beethovens 100. Todestag 1927 das Beethoven-Archiv. In der Zeit des „Dritten Reichs“ unter seinem Vereinsvorsitzenden und Leiter des Beethoven-Archivs Ludwig Schiedermair (1876–1957) unterwarf sich das Beethoven-Haus frühzeitig und mehr, als es nötig gewesen wäre, nationalsozialistischer Ideologie und Kulturpolitik. Beethovens Deutschtum stand im Vordergrund der Beethoven-Interpretation und -Rezeption. Schon ab 1934 wurden keine jüdischen Musiker mehr zu den Kammermusikfesten engagiert; spätestens 1936 waren die jüdischen Mitglieder aus dem Verein verschwunden, und im Vereinsvorstand hatte Schiedermair, der mit den Institutionen der deutschen Musikwissenschaft gut vernetzt und Mitglied in der Internationalen Stiftung Mozarteum in Salzburg war, das Führerprinzip durchgesetzt. In der Nachkriegszeit unter dem Vorsitz des Baurats Theodor Wildeman und dem Archivleiter Joseph Schmidt Görg trat wieder mehr das Ziel der „Pflege des Andenkens und des Werkes“ Beethovens durch eine verstärkte Hinwendung zur Gesamtausgabe der Skizzen, Werke und Lebenszeugnisse Beethovens in den Vordergrund, das in die Satzungen der Nachkriegszeit Eingang fand. 2004 wurde der Aufgabenkatalog neu formuliert und präzisiert und in die neue Satzung 2013 übernommen. Zum 100-jährigen Bestehen des Vereins Beethoven-Haus 1989 konnte der Neubau eines Archiv- und Bürogebäudes mit einem Kammermusiksaal bezogen werden.
Die Arbeit des Beethoven-Hauses ist wie die jedes Kulturträgers gesellschaftlichem Wandel unterworfen, an dem sich ihre Ergebnisse messen lassen müssen. Mal wird das Museum als nicht zeitgemäß kritisiert, seine wissenschaftlichen Forschungen als reaktiv wahrgenommen. Ein anderes Mal, im Jahr 2006, wurde das Beethoven-Haus für seine „innovative Verknüpfung von Museum, Forschungsstätte und Neue Medien“ vom damaligen Bundespräsidenten Horst Köhler und der Initiative Deutschland – Land der Ideen ausgezeichnet. Die Übergangsphase 2009–2011, unter den Direktoren Philipp Adlung und Manfred Harnischfeger, rückten den Reformbedarf auf der einen sowie die erreichten Innovationen auf der anderen Seite ins Blickfeld. Heute prägen die Schwerpunkte Museum und Sammlung, Digitales Beethoven-Haus, Digitale Bühne, Studio, Kammermusikkonzerte, Meisterkurse, Musik- und Museumspädagogik, Studienkolleg, musikwissenschaftliche Dokumentation und Forschung die Arbeit des Beethoven-Hauses. 2014 feierte der Verein Beethoven-Haus sein 125-jähriges Bestehen. Das war für das Beethoven-Haus der Anlass, sich seiner Vereinsgeschichte zuzuwenden. Bisher wurde dazu in einem externen Forschungsprojekt die Geschichte des Beethoven-Hauses 1933-1945 aufgearbeitet.
Im Jahr 2020 wurde der 250. Geburtstag des Komponisten begangen. Unter dem Zeichen BTHVN (für Beethoven) 2020 übernahm das Beethoven-Haus Bonn im Auftrag des Bundes zentrale Funktionen bei der Gestaltung und Koordination der Aktivitäten. Ein wesentliches Ziel war es, Beethoven für das 21. Jahrhundert zu erschließen. In Folge der unvorhersehbaren Corona-Pandemie fielen zahlreiche Veranstaltungen aus, wurden verschoben oder fanden in anderen Formen als geplant statt.

### Organisationsstruktur und Leitung des Vereins
Der 1896 in den Stand einer juristischen Person erhobene Verein Beethoven-Haus setzt sich zusammen aus der Mitgliederversammlung, dem Vorstand, dem Kuratorium und Beiräten mit beratender Funktion, die – mit Ausnahme des Direktors – ihre Aufgaben ehrenamtlich wahrnehmen. Der Vorstand besteht aus dem Vorsitzenden, dem Schatzmeister und dem Schriftführer sowie deren Stellvertretern, dazu bis zu fünf Beisitzern sowie dem Direktor des Beethoven-Hauses und seinem Stellvertreter. Der Vorstand wird, mit Ausnahme des Direktors, von den Mitgliedern auf jeweils vier Jahre gewählt. Die Position des Direktors des Beethoven-Hauses – bis dahin in Personalunion mit dem Leiter des Beethoven-Archivs wahrgenommen – wurde 1998 als eigene, den verschiedenen Abteilungen übergeordnete Institution geschaffen. Der Direktor steht der Verwaltung vor, er führt die laufenden Geschäfte und ist verantwortlich für die Einrichtungen des Vereins und die Projekte.
1998 wurde Andreas Eckhardt zum Direktor bestellt.
Ihn löste 2009 Philipp Adlung ab. Von 2010 bis April 2012 leitete Manfred Harnischfeger das Beethoven-Haus. Seit Mai 2012 ist Malte Boecker Direktor des Beethoven-Hauses. Mit Genehmigung der neuen Satzung am 22. März 2013 durch die Bezirksregierung Köln wurde er zum geschäftsführenden Vorstand des Vereins Beethoven-Haus bestellt.
Das Kuratorium dient der Förderung des Vereinszwecks und der Zusammenarbeit mit den Zuwendungsgebern. Ihm gehören daher – neben dem Vorsitzenden, dem Schatzmeister und dem Schriftführer sowie dem Direktor mit beratender Stimme – je ein Vertreter der Bundesregierung, des Landes Nordrhein-Westfalen, des Landschaftsverbandes Rheinland und der Stadt Bonn an.
Vereinsvorsitzende:
- 1889 bis 1903 Carl Alfred Ebbinghaus (1833–1911)
- Februar 1903 bis Dezember 1903 Max von Sandt (1861–1918)
- 1903 bis 1912 Dittmar Finkler (1852–1912)
- März 1912 bis 1923 Ernst Zitelmann (1852–1923)
- 1923 bis 1929 Ferdinand August Schmidt (1852–1929)
- 1929 bis 1932 Friedrich Knickenberg (1863–1932)
- Februar 1932 bis 1945 Ludwig Schiedermair (1876–1957)

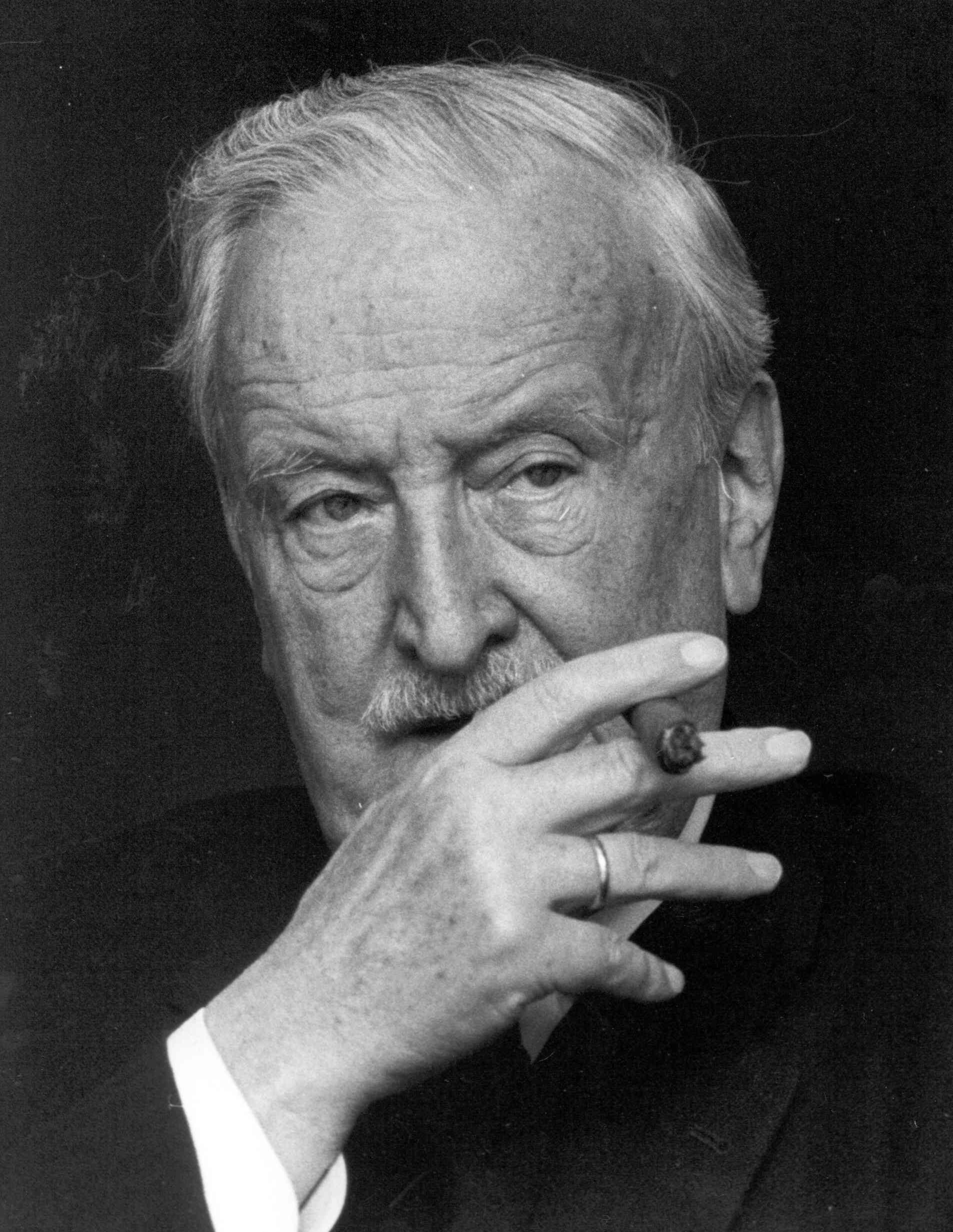
Hermann Josef Abs in den 1970er Jahren

Am 7. Mai 1945 wird auf Veranlassung der Militärregierung zur Geschäftsführung des Vereins ein Verwaltungsrat unter der Leitung von Theodor Wildeman eingesetzt.
- 1945 bis 1960 Theodor Wildeman (1885–1963)
- 1960 bis 1994 Hermann Josef Abs (1901–1994)
- 1994 bis 2004 Friedrich Wilhelm Christians (1922–2004)
- 2004 bis 2013 Kurt Masur (1927–2015)
- 2013 bis 2016 Tabea Zimmermann (* 1966)

ab 2016 mit dem Titel Präsidentin/Präsident
- 2016 bis 2020 Tabea Zimmermann
- ab 2020 Daniel Hope (* 1973)

Von Anfang an haben Personen aus allen Schichten der Bevölkerung und Fachgebieten mit ihrer Mitgliedschaft den Verein getragen. Heute zählt er fast 800 Mitglieder. Zahlreiche herausragende Persönlichkeiten des Musiklebens wurden und werden mit der Ehrenmitgliedschaft gewürdigt.
Rund die Hälfte seiner Mittel erhält der Trägerverein von der öffentlichen Hand (Bund, Land NRW, Stadt Bonn), die anderen 50 % des Haushaltes bringt es durch Spenden und Sponsoring, durch eigenwirtschaftliche Aktivitäten und projektbezogene Drittmittel von Stiftungen und anderen Fördereinrichtungen auf. Die 1999 gegründete gemeinnützige „Stiftung Beethoven-Haus Bonn“ unterstützt mit ihren Zinserträgen ausschließlich Projekte des Beethoven-Hauses. Spender, die das Stiftungskapital vergrößern, werden mit den Ehrentiteln Patron, Donator oder Stifter ausgezeichnet. Wirtschaftlich akzentuierte Aktivitäten, wie der Museumsshop und die Bildrechtevergabe, sind in die Beethoven-Haus Vertriebsgesellschaft mbH ausgegliedert worden. Ihr Gewinn wird wiederum in den öffentlich geförderten Haushalt abgeführt.